# Roșie

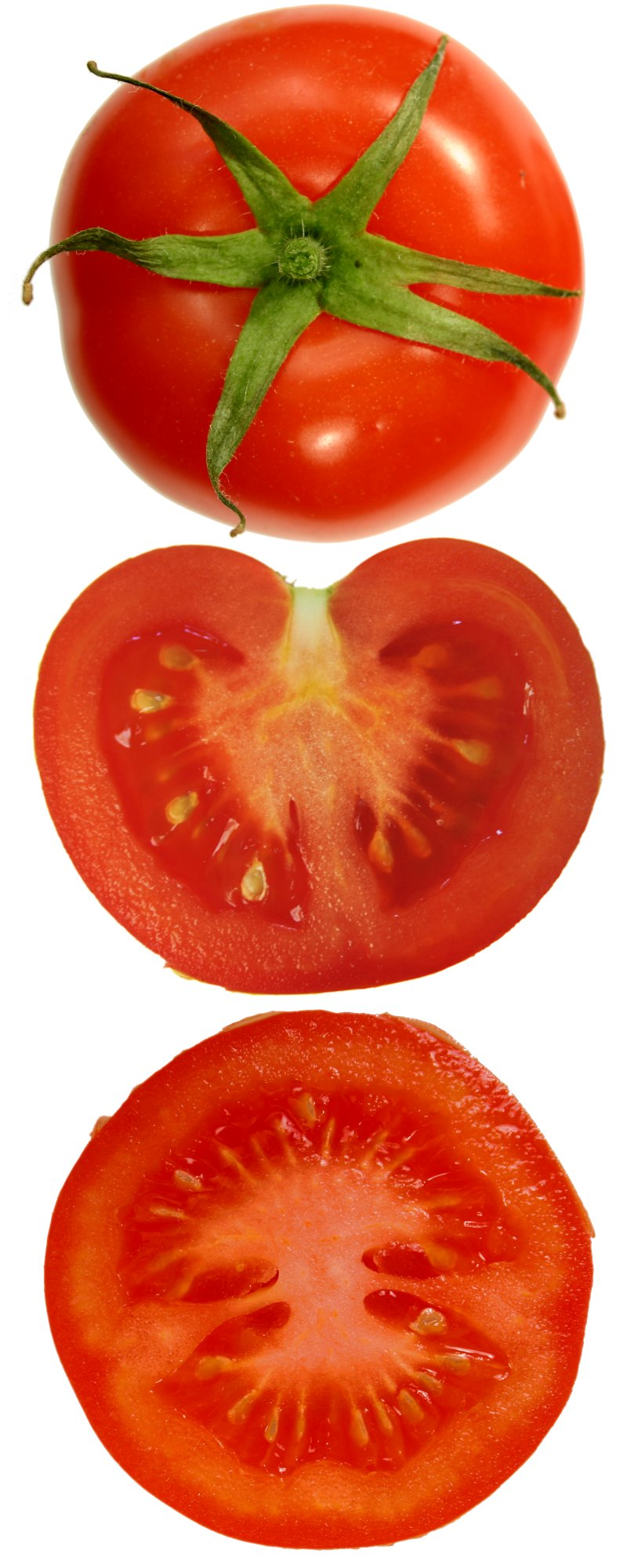
Roșii: întregi, tăiate la jumătate pe verticală (secțiune sagitală) și pe orizontală (secțiune transversală)

Roșia (pătlăgica roșie sau mai rar tomata), numită științific Solanum lycopersicum, este o plantă din familia Solanaceae, deci apropiată pe linie genetică de următoarele plante, de asemenea originare din „Lumea Nouă”: tomatillo (Physalis ixocarpa), tutun (Nicotiana tabacum), ardei (Capsicum annuum), cartof (Solanum tuberosum), vânătă (Solanum melongena), lampionul chinezesc (Physalis alkekengi) și mătrăguna (Atropa belladonna). 
Roșia este o plantă nativă a vestului Americii de Sud, Mexicului și Americii Centrale. Este probabil ca popoarele indigene din Mexic să fi domesticit și utilizat roșia pentru prima oară. Aztecii au folosit roșii în gătit în timpul cuceririi spaniole a Imperiului Aztec, iar după ce spaniolii au întâlnit roșia pentru prima dată după contactul cu aztecii, au adus planta în Europa, într-un transfer larg de plante, cunoscut sub numele de schimbul columbian. De acolo, roșia a fost introdusă în alte părți ale lumii colonizate de către europeni în timpul secolului al XVI-lea. Cuvântul nahuatl tomatl a dat naștere cuvântului spaniol tomate, din care derivă cuvântul tomată.
Este o plantă perenă, crescută adesea în zona temperată ca o plantă anuală, atingând frecvent între 1 și 3 m înălțime, cu tulpini slabe, care, ca orice altă plantă cățărătoare (liană), folosește pentru susținere tulpinile altor plante, araci sau garduri. Plantele de tip indeterminat pot crește la înălțimi mari și pot produce roșii încontinuu. Plantele de tip determinat cresc până la o înălțime mică, au structură de tip tufiș și produc roșii numai o singură dată. Mărimea fructului variază foarte mult, în funcție de soi, de la 1-10 cm.
Roșiile sunt o sursă importantă de aromă umami. Ele sunt consumate în diverse moduri: crude sau gătite în multe feluri de mâncare, cum ar fi sosuri, salate, tocăni, supe și băuturi. În timp ce roșiile sunt fructe – clasificate botanic drept bacă – ele sunt utilizate în mod obișnuit culinar ca legumă.

## Istorie

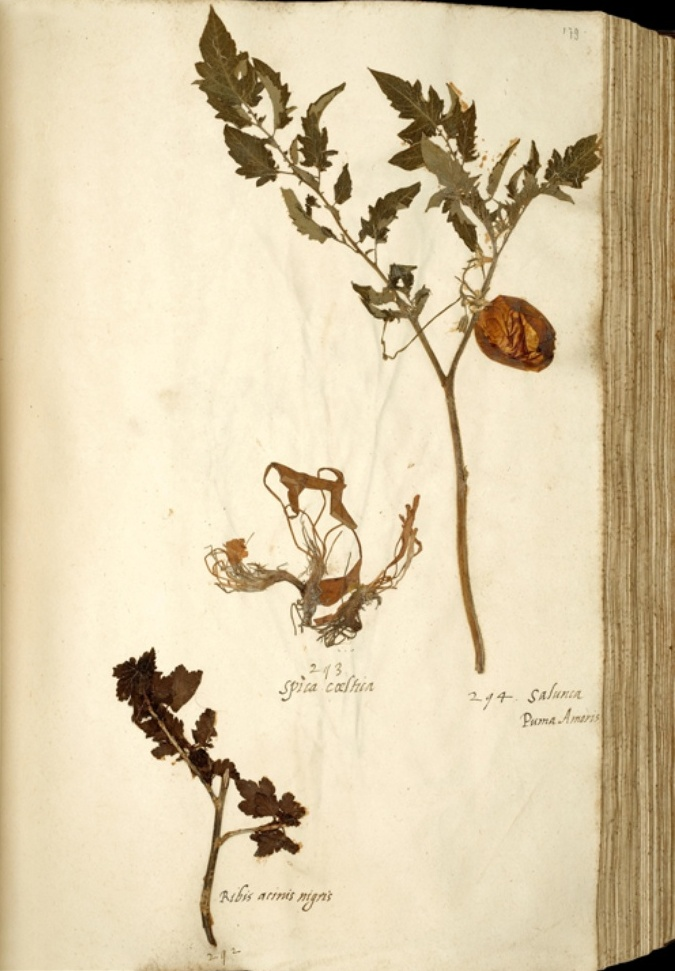
Solanum lycopersicum var. lycopersicum: cel mai vechi fruct și și cele mai vechi frunze de roșii care au supraviețuit. Pagina din Herbarul En Tibi, 1558. Naturalis Leiden.

Strămoșul sălbatic al roșiilor, Solanum pimpinellifolium, este originar din vestul Americii de Sud.  Aceste versiuni sălbatice aveau dimensiunea mazărei. Primele dovezi ale domesticirii aparțin aztecilor și altor popoare din Mesoamerica, care foloseau fructele atât proaspete cât și în gătit. Spaniolii au introdus pentru prima dată roșiile în Europa, unde au fost folosite în mâncarea spaniolă. În Franța, Italia și nordul Europei, roșia a fost cultivată inițial ca plantă ornamentală. A fost privită cu suspiciune ca aliment, deoarece botaniștii au recunoscut-o ca aparținând familiei Solanacee, o rudă a mătrăgunei care este otrăvitoare, ceea ce este similar cu istoria cartofului, și el fiind plantă Solanacee. Acest lucru a fost exacerbat de interacțiunea sucului acid al roșiilor cu plăcile de cositor.

### Mesoamerica
Data exactă a domesticirii este necunoscută; prin 500 î.Hr., roșia era deja cultivată în sudul Mexicului și probabil în alte zone.:13 Amerindienii Pueblo din sudvestul Statelor Unite ale Americii au crezut că cei care au asistat la ingerarea semințelor de roșii au fost binecuvântați cu puteri de divinație. Soiul de roșii mari, cu aspect neuniform, apărut în urma unei mutații într-un fruct mai neted și mai mic își are originea în Mezoamerica și poate fi strămoșul direct al unor soiuri moderne de roșii.:15
Aztecii au crescut mai multe soiuri de roșii, cu roșii de culoare roșie numite xi-tomatl si roșii verzi numite mil-tomatl (tomatillo, o specie de  Solanacee, Physalis ixocarpa). Bernardino de Sahagún a raportat că a văzut o mare varietate de roșii pe piața aztecă din Tenochtitlán (Mexico City): „roșii mari, roșii mici, roșii cu frunze, roșii dulci, roșii lunguiețe, roșii în formă de mamelon” și roșii de toate culorile de la de la cel mai strălucitor roșu până la cel mai intens galben. Bernardino de Sahagún a menționat că aztecii gătesc diferite sosuri, unele cu și fără roșii de diferite dimensiuni, servindu-le în piețele orașului: sosuri calde; sosuri pentru mâncare prăjită, pentru mâncare olla, sucuri, mâncăruri cu diverse soiuri de ardei chili, cu semințe de dovleac [cel mai probabil Cucurbita pepo], mâncăruri cu fasole, sos de ciuperci, sos de dovleac mic, sos de roșii mari, sos de roșii obișnuite, sos de diverse feluri de ierburi acre, sos de avocado.”

### Distribuția spaniolă
Conchistadorul spaniol Hernán Cortés a fost primul care a adus o roșie galbenă mică în Europa, după ce a capturat orașul aztec Tenochtitlan, acum Mexico City, în 1521. Cea mai timpurie mențiune a tomatelor în literatura europeană a apărut printr-o plantă descrisă în 1544 de Pietro Andrea Mattioli, un medic și botanist italian, care a sugerat că a fost adus în Italia un nou tip de vinete, care au la maturitate ori culoarea roșie a sângelui ori aurie. Fructul poate fi tăiat în segmente și mâncat ca o vânătă - adică gătit și asezonat cu sare, piper negru și ulei. Abia zece ani mai târziu roșiile au fost numite în scris de către Mattioli drept pomi d'oro („mere de aur”).
După colonizarea spaniolă a Americilor, spaniolii au distribuit roșiile în coloniile lor din Caraibe. Le-au dus și în Filipine, de unde s-au răspândit în Asia de Sud-Est și apoi pe întreg continentul asiatic. Roșia a crescut cu ușurință în climatele mediteraneene, iar cultivarea la scară mai largă a început în anii 1540. Probabil că a fost mâncată la scurt timp după ce a fost introdusă și a fost cu siguranță folosită ca hrană la începutul secolului al XVII-lea în Spania. 

### China
Roșia a fost introdusă în China, probabil prin Filipine sau Macao, în anii 1500. I s-a dat numele 番茄 fānqié (vânătă străină).

### Italia

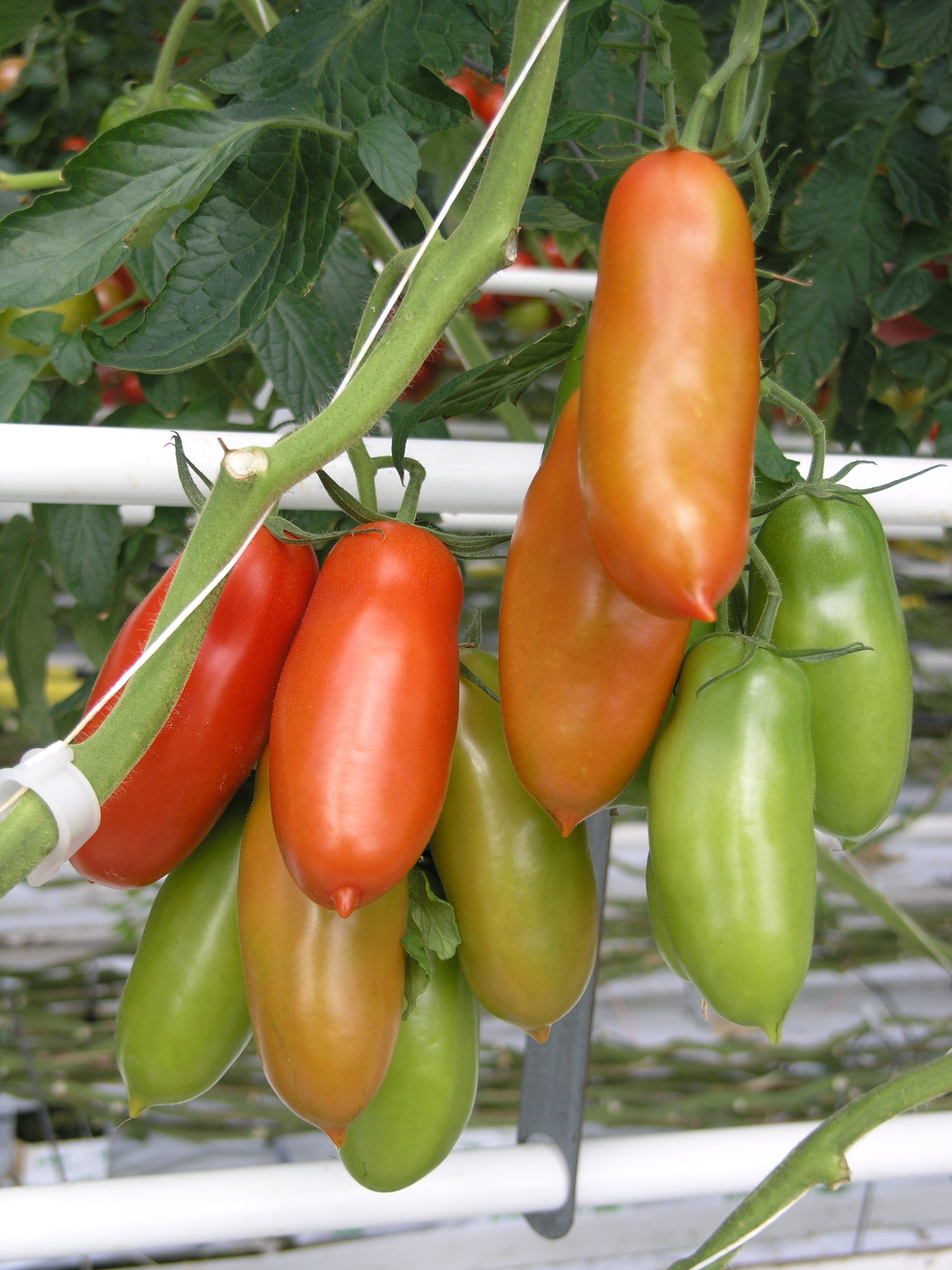
San Marzano este o roșie lunguiață (tip 'prună') bine-cunoscută pentru prepararea pizzei.

Prima dovadă scrisă a existenței tomatelor în Italia datează din  31 octombrie 1548, când administratorul casei lui Cosimo de' Medici, marele duce al Toscanei, i-a scris secretarului privat de Medici, informându-l că coșul de roșii trimis de la moșia florentină a ducleui din Torre del Gallo „a sosit cu bine”. Acestea proveneau din semințele dăruite soției lui, Elena de Toledo, de către tatăl ei, Viceregele Regatului Napoli.
Roșiile au fost cultivate în principal ca plante ornamentale devreme după sosirea lor în Italia. De exemplu, aristocratul florentin Giovanvettorio Soderini a scris că acestea „trebuiau căutate doar pentru frumusețea lor” și erau cultivate doar în grădini sau paturi de flori. Capacitatea roșiilor de a muta și de a crea soiuri noi și diferite a contribuit la succesul acestora și la răspândirea lor în toată Italia. Cu toate acestea, ele nu au fost adoptate ca element de bază al populației țărănești pentru că nu erau la fel de sățioase ca alte fructe deja disponibile. În plus, atât soiurile toxice, cât și cele necomestibile au descurajat mulți oameni să încerce să consume sau să pregătească orice alte soiuri. În anumite zone ale Italiei, cum ar fi Florența, fructul a fost folosit doar ca decor de masă, până când a fost încorporat în bucătăria locală la sfârșitul secolului al XVII-lea sau începutul secolului al XVIII-lea. Cea mai veche carte de bucate descoperită cu rețete de roșii a fost publicată la Napoli în 1692, deși se pare că autorul obținuse aceste rețete din surse spaniole.:17
Au fost dezvoltate soiuri unice în următoarele sute de ani pentru diverse utilizări precum ar fi roșii pentru uscare, roșii pentru sos, roșii pentru pizza și roșii pentru depozitare pe termen lung. Aceste soiuri sunt de obicei numite după locul lor de origine și după numele unui tipului de roșie. De exemplu, Pomodorino del Pienolo del Vesuvio se referă la „roșia tip cherry a Vezuviului”, iar pomodoro di San Marzano se referă la roșia lunguiață de tip prună cultivată în regiunea San Marzano, care e o roșie cu protecția indicațiilor geografice.

### Marea Britanie

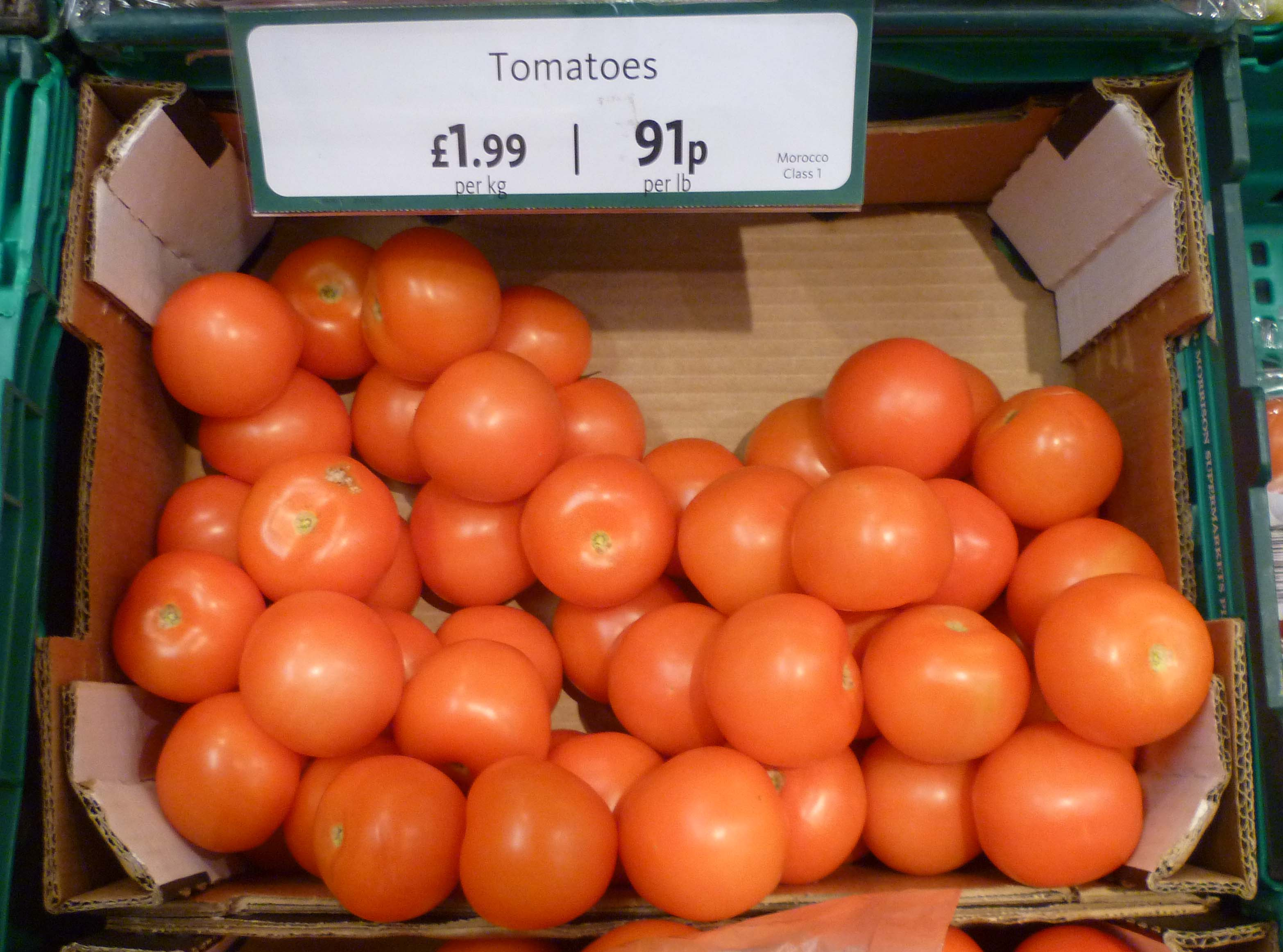
Roșii de vânzare într-un supermarket din Marea Britanie

Roșiile nu au fost cultivate în Anglia până în anii 1590. Unul dintre primii cultivatori a fost John Gerard, un frizer-chirurg. Gerard's Herbal, publicată în 1597 și plagiată în mare parte din surse continentale, este una dintre primele menționări ale tomatelor în Anglia. Gerard știa că roșia a fost consumată în Spania și Italia. Cu toate acestea, el credea că este otrăvitoare (de fapt, planta și fructele crude au niveluri scăzute de tomatină, dar nu sunt în general periculoase; vezi mai jos ). Opiniile lui Gerard au fost influente, iar roșia a fost considerată nepotrivită pentru mâncare (deși nu neapărat otrăvitoare) timp de mulți ani în Marea Britanie și coloniile sale din America de Nord.:17
Cu toate acestea, până la mijlocul secolului al XVIII-lea, roșiile erau consumate pe scară largă în Marea Britanie, iar înainte de sfârșitul acelui secol, Encyclopædia Britannica a afirmat că roșia era „utilizată zilnic” în supe, ciorbe și ca garnitură. Nu făceau parte din dieta omului obișnuit și, deși până în 1820 roșiile erau descrise ca „văzute din abundență în toate piețele noastre de legume” și pentru a fi „folosite de toți cei mai buni bucătari ai noștri”, aceste afirmații au făcut referire la cultivarea lor în grădini „pentru unicitatea aspectului lor”, în timp ce utilizarea lor în gătit era asociată cu bucătăria exotică italiană sau evreiască. De exemplu, în A Curious Herbal de Elizabeth Blackwell, roșia era descrisă sub numele de „Mărul iubirii (Amoris Pomum)” și se presupunea a fi consumată cu ulei și oțet în Italia, similar consumului de castraveți în Marea Britanie.

### Orientul Mijlociu și Africa de Nord

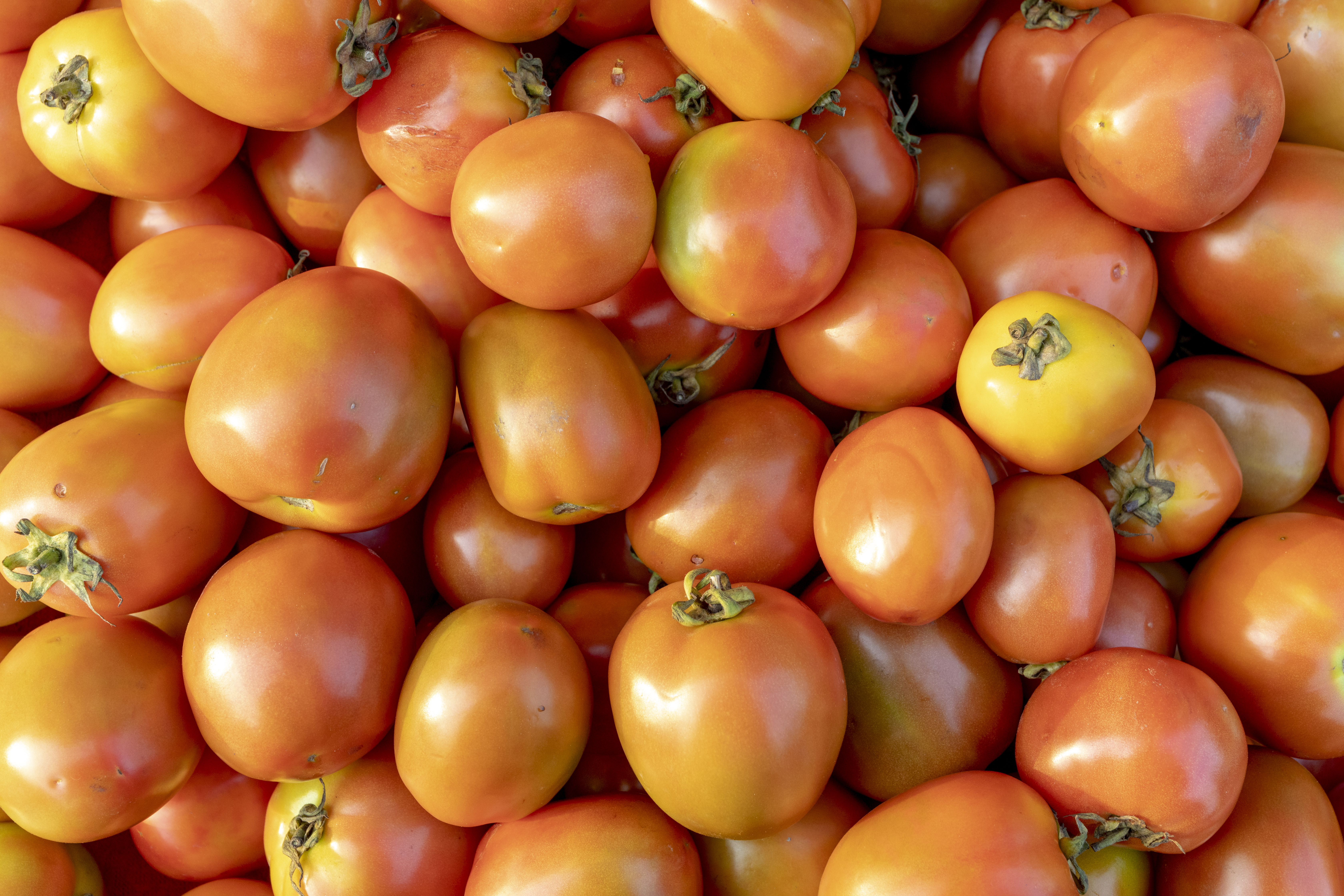
Roșii din Bangladesh

Roșia a fost introdusă în Orientul Mijlociu de către John Barker, consulul britanic la Alep c. 1799 to 1825. Descrierile din secolul al XIX-lea ale consumului acesteia sunt în mod uniform ca ingredient într-un fel de mâncare gătit. În 1881, roșia este descrisă ca fiind mâncată în regiune doar „în ultimii patruzeci de ani”. Astăzi, roșia este o parte critică și omniprezentă a bucătăriei din Orientul Mijlociu, servită proaspătă în salate (de exemplu, salată arabă, salată israeliană, salată Shirazi și salată turcească), la grătar cu kebab și alte feluri de mâncare, pusă în sosuri și așa mai departe. 

### Statele Unite

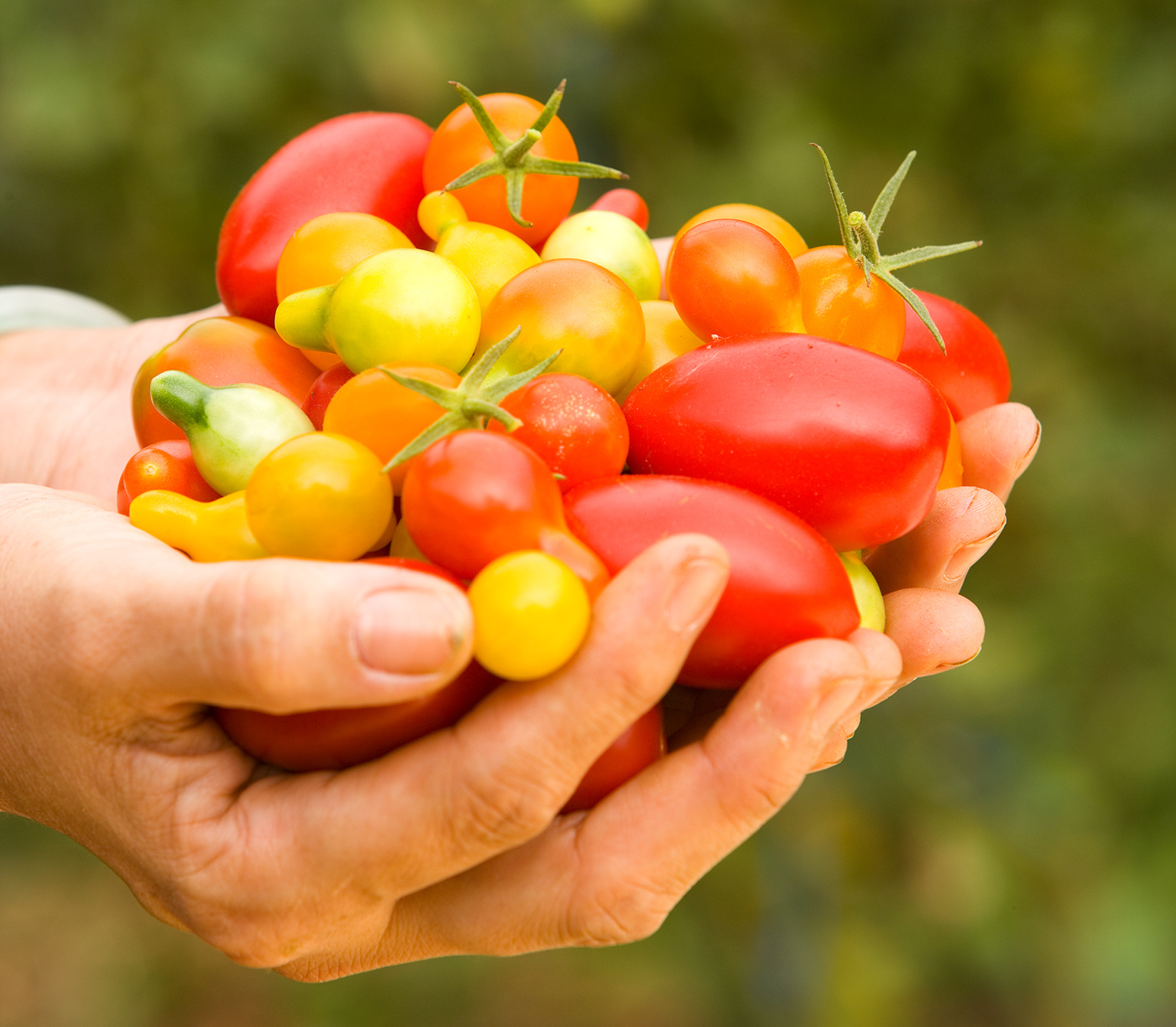
Soiuri de roșii de tip 'prună', 'cireașă' și 'strugure'

Cea mai veche referire la cultivarea roșiilor în SUA este din 1710, când herbalistul William Salmon a raportat că le-a văzut în ceea ce este astăzi Carolina de Sud.:25 Este posibil să fi fost introduse din Caraibe. Până la mijlocul secolului al XVIII-lea, au fost cultivate în unele plantații din Carolina și probabil și în alte părți ale sud-estului SUA. Thomas Jefferson, care a mâncat roșii la Paris, a trimis câteva semințe înapoi în America.:28 Unii dintre primii susținători americani ai utilizării culinare a roșiilor au fost Michele Felice Cornè și Robert Gibbon Johnson. Mulți americani considerau atunci că roșiile erau otrăvitoare și, în general, au fost cultivate mai mult ca plante ornamentale decât ca hrană. În 1897, WH Garrison s-a adresat Societății Medico-Legale din New York, afirmând: „Cândva a fost transmisă credința că roșia era sinistru de periculoasă”. El și-a amintit că în tinerețe roșiile au fost supranumite „merele iubirii sau mere de lup” și au fost evitate ca „globuri ale diavolului”.
Alexander W. Livingston din Ohio este cunoscut pentru dezvoltarea a numeroase soiuri de roșii atât pentru grădinarii de casă, cât și pentru cei comerciali. Anuarul din 1937 al Departamentului de Agricultură al SUA a declarat că „jumătate dintre soiurile majore au fost rezultatul abilităților Livingston de a evalua și perpetua materialul superior din roșie”. Primul soi de tomate a lui Livingston, Paragon, a fost introdus în 1870, începutul unei mari întreprinderi de cultură a tomatelor în Ohio. În 1875, el a introdus soiul Acme, despre care se spunea că ar fi strămoșul  majorității soiurilor de roșii introduse de el și de concurenții săi în următorii douăzeci și cinci de ani. Printre primii crescători de roșii s-au numărat și Henry Tilden din Iowa și Dr. Hand din Baltimore.
Când Livingston și-a început încercările de a dezvolta roșia ca cultură comercială, scopul său a fost să crească roșii cu contur neted, uniforme ca mărime și cu aromă dulce. În cele din urmă, a dezvoltat peste șaptesprezece soiuri diferite de tomate. Astăzi, roșia este cultivată în fiecare stat din Uniune. Datorită sezonului lung de creștere necesar acestei culturi iubitoare de căldură, mai multe state din Sun Belt au devenit mari producători de roșii, în special Florida și California. În California, roșiile sunt cultivate cu irigare intensivă atât pentru piața fructelor proaspete, cât și pentru conservare și procesare. Universitatea din California, Davis (UC Davis) a devenit un centru major de cercetare a roșiilor. Centrul de resurse genetice CM Rick Tomato de la UC Davis este o bancă de gene ale rudelor sălbatice, mutanților monogenici și diverselor soiuri de roșii. Centrul este numit după regretatul Dr. Charles M. Rick, un pionier în cercetarea geneticii tomatelor. Cercetările privind procesarea roșiilor sunt efectuate de Institutul de Cercetare a Roșiilor din California din Escalon, California.
În California, cultivatorii au folosit o metodă de cultivare numită agricultură uscată, în special cu roșiile 'Early Girl'. Această tehnică încurajează planta să trimită rădăcini adânci pentru a găsi umiditatea existentă în solul de adâncime, cum ar fi solul argilos.

## Etimologie
Cuvântul tomată provine din spaniolul tomate, care la rândul său provine din cuvântul nahuatl tomatl [ ˈtomat͡ɬ ], ce înseamnă „fruct umflat”; și/sau „apă grasă” sau „lucru gras”. Când aztecii au început să selcționeze plante pentru fructul lor mai mare, mai dulce și mai roșu, au numit noul soi xitomatl (sau jitomates), („gras cu buric” sau „apă grasă cu buric”). Numele specific lycopersicum (din cartea din 1753 Species Plantarum) provine din greacă (greacă veche λύκοπερσικων, transliterat: lykopersikon), care înseamnă „piersică-lup”, conform lyco - lup și persicum - piersic(ă). 

## Botanică

### Descriere

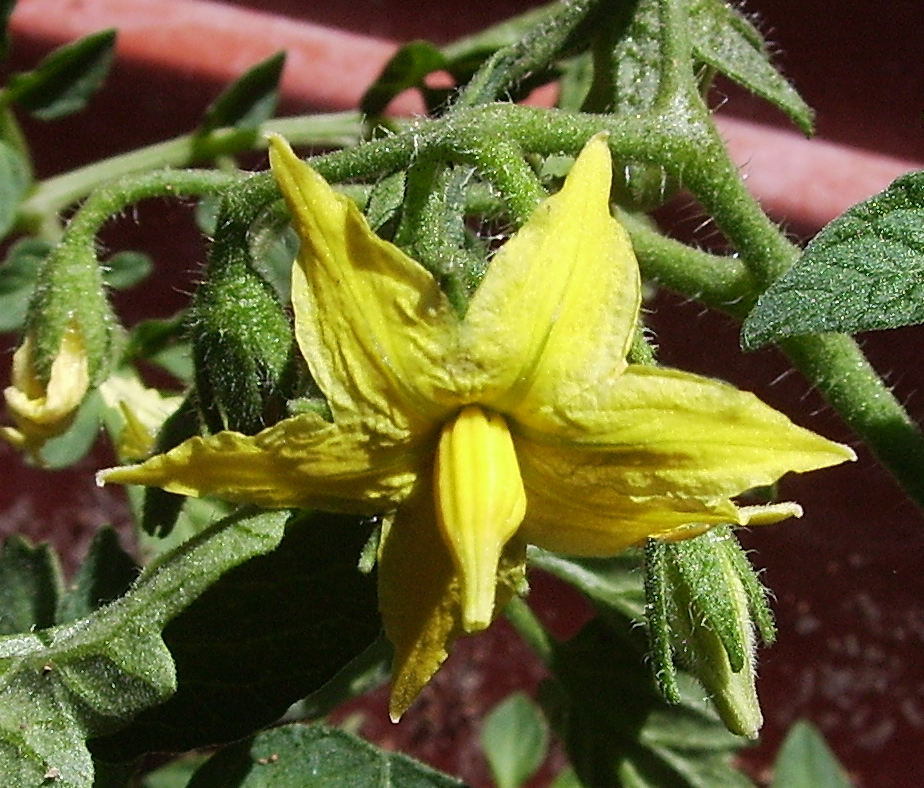
Floare de tomate

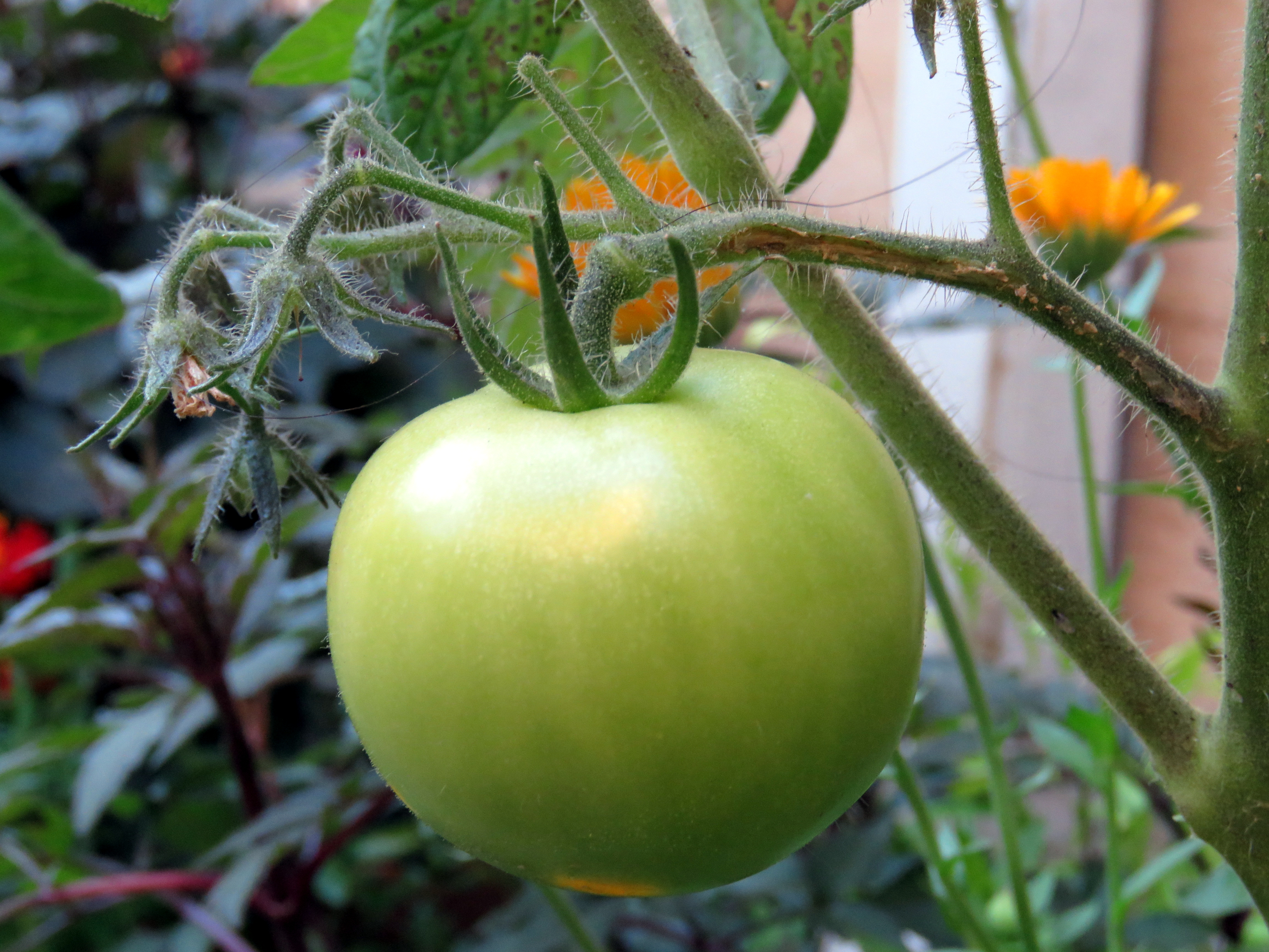
O roșie necoaptă

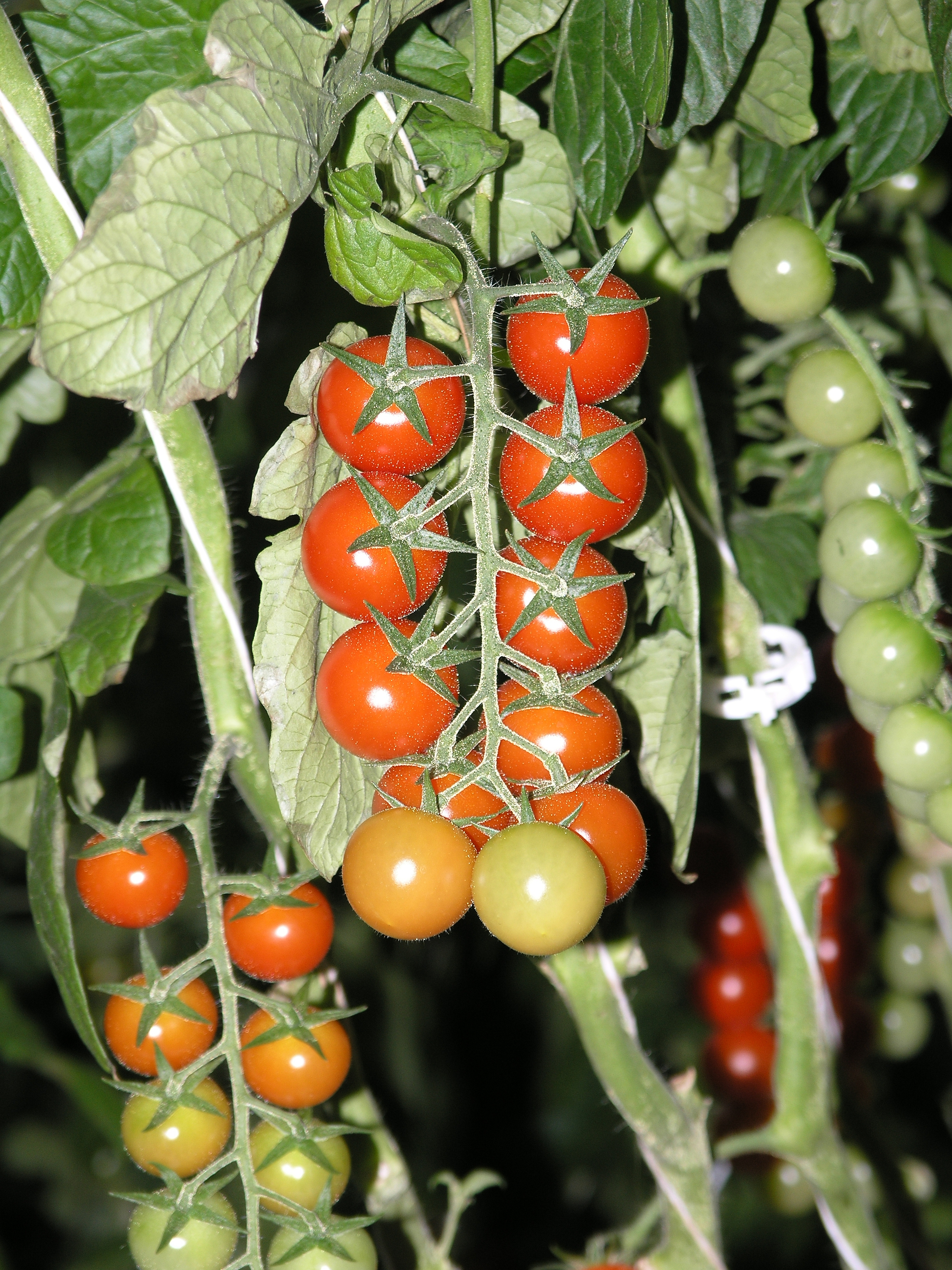
Roșii tip 'cireașă' ('cherry')

Plantele de tomate sunt liane, inițial decumbente, crescând de obicei 180 cm sau mai mult deasupra solului dacă sunt susținute. Tipurile cu creștere nedeterminată sunt plante perene, care mor anual în climatele temperate (sunt originare din zonele muntoase tropicale), deși în unele cazuri pot trăi până la trei ani într-o seră. Tipurile cu creștere determinată sunt soiuri de tufișuri erecte, în general de 100 cm sau mai scunde. Tipurile determinate sunt anuale în toate climatele.
Plantele de tomate sunt dicotiledonate și cresc ca o serie de tulpini ramificate, cu un mugur terminal în vârf care face creșterea propriu-zisă. Când vârful se oprește în cele din urmă din creștere, fie din cauza tăierii, fie din cauza înfloririi, mugurii laterali preiau controlul și cresc în alte tulpini complet funcționale.
Tulpinile și frunzele de tomate sunt de obicei pubescente, adică acoperite cu fire de păr scurte. Firele de păr de pe tulpini se pot transforma în rădăcini oriunde planta este în contact cu solul și umezeala, mai ales dacă legătura tulpinii principale cu rădăcina sa originală a fost deteriorată sau ruptă. 
Majoritatea plantelor de tomate au frunze compuse și sunt numite plante cu frunze obișnuite (RL), dar unele soiuri au frunze simple cunoscute sub denumirea frunze de cartof (PL) datorită asemănării lor cu acea rudă a lor. Printre plantele RL există variații, cum ar fi frunzele rugoase, care sunt adânc canelate, și frunze variegate, zise de angora, care au culori suplimentare în care o mutație genetică face ca clorofila să fie exclusă din unele porțiuni ale frunzelor.
Frunzele plantei sunt lungi de 10–25 cm, de formă penat-compusă impară, având 5–9 frunzulițe, fiecare dintre acestea având până la 8 cm lungime, cu margini serate.
Florile apar pe meristemul apical și sunt mici, de circa 1–2 cm, galbene, având corola formată din cinci sepale și cinci petale, fiind grupate în inflorescențe de 3 până la 12 flori. Florile din soiurile domestice pot fi autofertilizante. 
Deși din punct de vedere culinar roșia este privită ca o legumă, fructul său este clasificat botanic drept bacă. Ca un adevărat fruct, se dezvoltă din ovarul plantei după fertilizare, pulpa sa cuprinzând pereții pericarpului. Fructul conține spații goale pline de semințe și lichid, numite cavități loculare. Acestea variază, între speciile cultivate, în funcție de soi. Unele soiuri mai mici au două cavități, soiurile în formă de glob au de obicei trei până la cinci, roșiile 'beefsteak' au un număr mare de cavități mai mici, în timp ce roșiile pentru bulion au cavitaă foarte mici și puține.
Rosia are un pH acid de 5,5.
Pentru înmulțire, semințele trebuie să provină dintr-un fruct matur și trebuie să fie ușor fermentate pentru a îndepărta învelișul exterior gelatinos și apoi uscate înainte de utilizare.

### Formarea fructelor
Polenizarea și formarea fructelor depind de meioză. Meioza este esențială pentru procesele prin care celulele mamă microspore diploide din stamină dau naștere la granule de polen haploide, iar celulele mamă megaspori din ovule care sunt conținute în ovar dau naștere la nuclei haploizi. Unirea nucleelor haploide din polen și ovul (fertilizare) poate avea loc fie prin autopolenizare, fie prin polenizare încrucișată. Fertilizarea duce la formarea unui zigot diploid care se poate dezvolta apoi într-un embrion în sămânța emergentă. Fertilizări repetate în interiorul ovarului sunt însoțite de maturarea ovarului pentru a forma fructul de tomate.
Omologii genei recA, inclusiv rad51, joacă un rol cheie în repararea recombinațională omoloagă a ADN-ului în timpul meiozei. Un omolog rad51 este prezent în stamina roșiei, sugerând că repararea recombinațională are loc în timpul meiozei la tomate.

### Taxonomie
În 1753, Linnaeus a plasat roșia în genul Solanum (alături de cartof) ca Solanum lycopersicum. În 1768, Philip Miller a mutat specia în propriul gen, numind-o Lycopersicon esculentum. Numele a fost utilizat pe scară largă, dar din punct de vedere tehnic a încălcat regulile de numire a plantelor, deoarece numele speciei lui Linnaeus lycopersicum avea încă prioritate. Deși numele Lycopersicum lycopersicum a fost sugerat de Karsten (1888), acesta nu este folosit deoarece încalcă Codul Internațional de Nomenclatură, interzicând utilizarea tautonimelor în nomenclatura botanică. Numele corectat Lycopersicon lycopersicum (Nicolson, 1974) era valabil din punct de vedere tehnic, deoarece numele genului lui Miller și numele speciei lui Linnaeus diferă prin ortografie, dar din moment ce Lycopersicon esculentum a devenit atât de cunoscut, a fost listat oficial ca nomen conservandum în 1983 și ar fi denumirea corectă a roșiei în clasificări care nu plasează roșia în genul Solanum. 
Dovezile genetice au arătat acum că Linnaeus a avut dreptate să pună roșia în genul Solanum, făcând Solanum lycopersicum numele corect. Ambele nume, însă, se vor găsi probabil în literatură de ceva timp. Mai mult, hibrizii de tomate și cartof diploid pot fi creați în laborator prin fuziune somatică și sunt parțial fertili, oferind dovezi ale relației strânse dintre aceste specii.

### Simbioză
Roșia formează o simbioză reciproc avantajoasă cu ciuperci micorizale arbusculare, cum ar fi Rhizophagus irregularis. Oamenii de știință folosesc roșia ca specie model pentru investigarea acestei simbioze.

### Genetică și modificarea genetică

#### Genomul

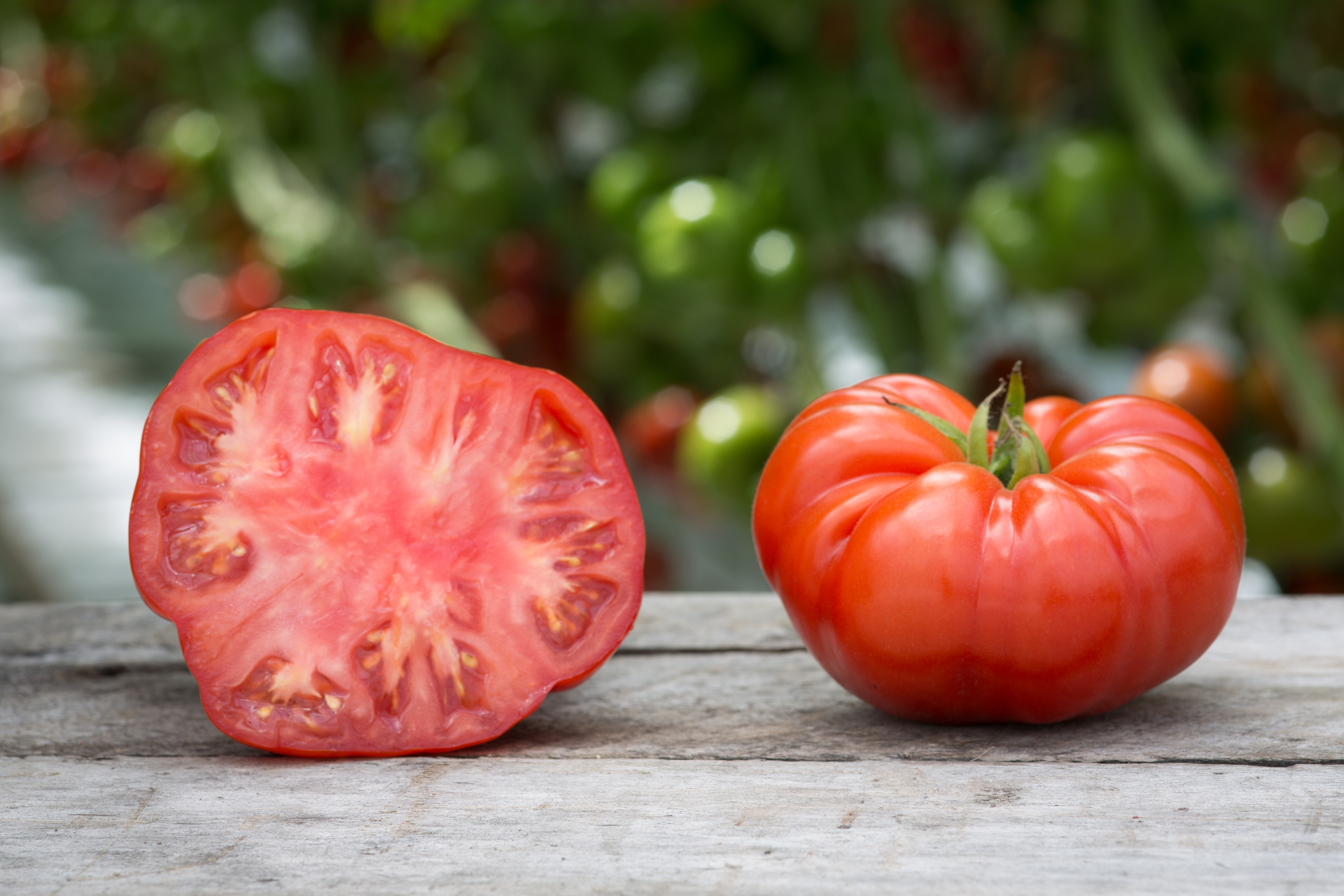
Roșie tip 'beefsteak'

Un consorțiu internațional de cercetători din 10 țări a început secvențierea genomului de tomate în 2004. O versiune pre-lansare a genomului a fost pusă la dispoziție în decembrie 2009. Genomul complet pentru soiul Heinz 1706 a fost publicat pe 31 mai 2012 în revista științifică Nature. Cel mai recent genom de referință publicat în 2021 avea 799 MB și codifică 34.384 de proteine probabile, răspândite pe 12 cromozomi.

#### Modificare genetică
Deoarece multe alte fructe, cum ar fi căpșunile, merele, pepenii și bananele au aceleași caracteristici și gene, cercetătorii au afirmat că genomul publicat ar putea ajuta la îmbunătățirea calității alimentelor, la securitatea alimentară și la reducerea costurilor tuturor acestor fructe.
Primul aliment modificat genetic disponibil comercial a fost o roșie numită 'Flavr Savr', care a fost concepută pentru a avea o durată de valabilitate mai lungă. Cu toate acestea, nu mai este disponibil comercial. Oamenii de știință continuă să dezvolte roșii cu trăsături noi care nu se găsesc în culturile naturale, cum ar fi soiuri cu rezistență crescută la dăunători sau la stresul mediului sau cu o aromă mai bună. 

### Propagarea

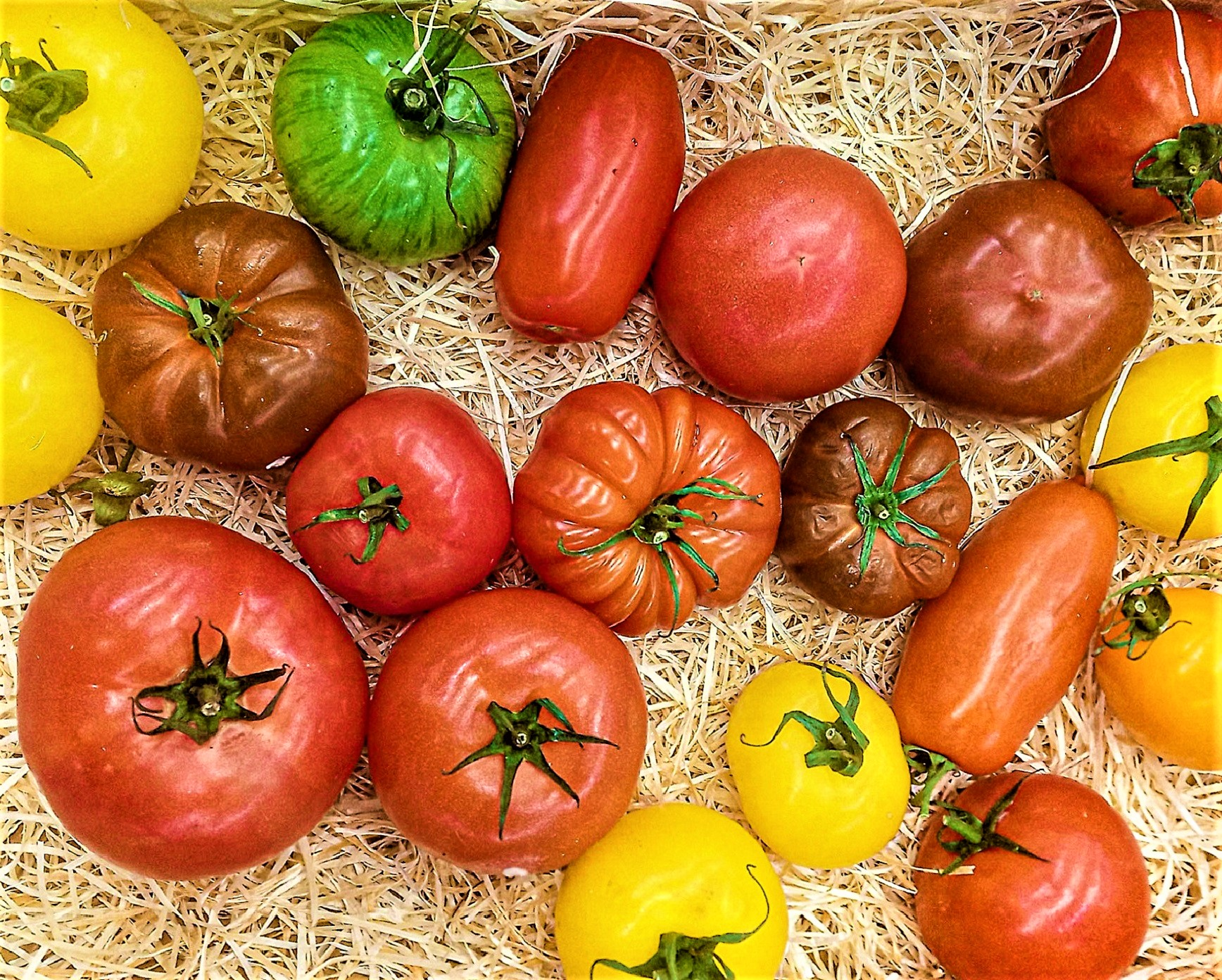
Soiuri de roșii

Centrul de resurse genetice pentru tomate, Rețeaua de informații despre resursele germinative (AVRDC) și numeroase bănci de semințe din întreaga lume stochează semințe reprezentând variații genetice de valoare pentru agricultura modernă. Aceste stocuri de semințe sunt disponibile pentru eforturile de reproducere și cercetare. În timp ce eforturile individuale de ameliorare pot produce rezultate utile, cea mai mare parte a activității de ameliorare a roșiilor are loc la universități și corporații mari agro-induatriale. Aceste eforturi au avut ca rezultat linii de reproducere și hibrizi adaptați la nivel regional, cum ar fi seria 'Mountain' din Carolina de Nord. Corporații precum Heinz, Monsanto, BHNSeed și Bejoseed au programe de reproducere care încearcă să îmbunătățească producția, dimensiunea, forma, culoarea, aroma, toleranța la boli, toleranța la dăunători, valoarea nutrițională și numeroase alte trăsături. 

### Soiuri comerciale moderne

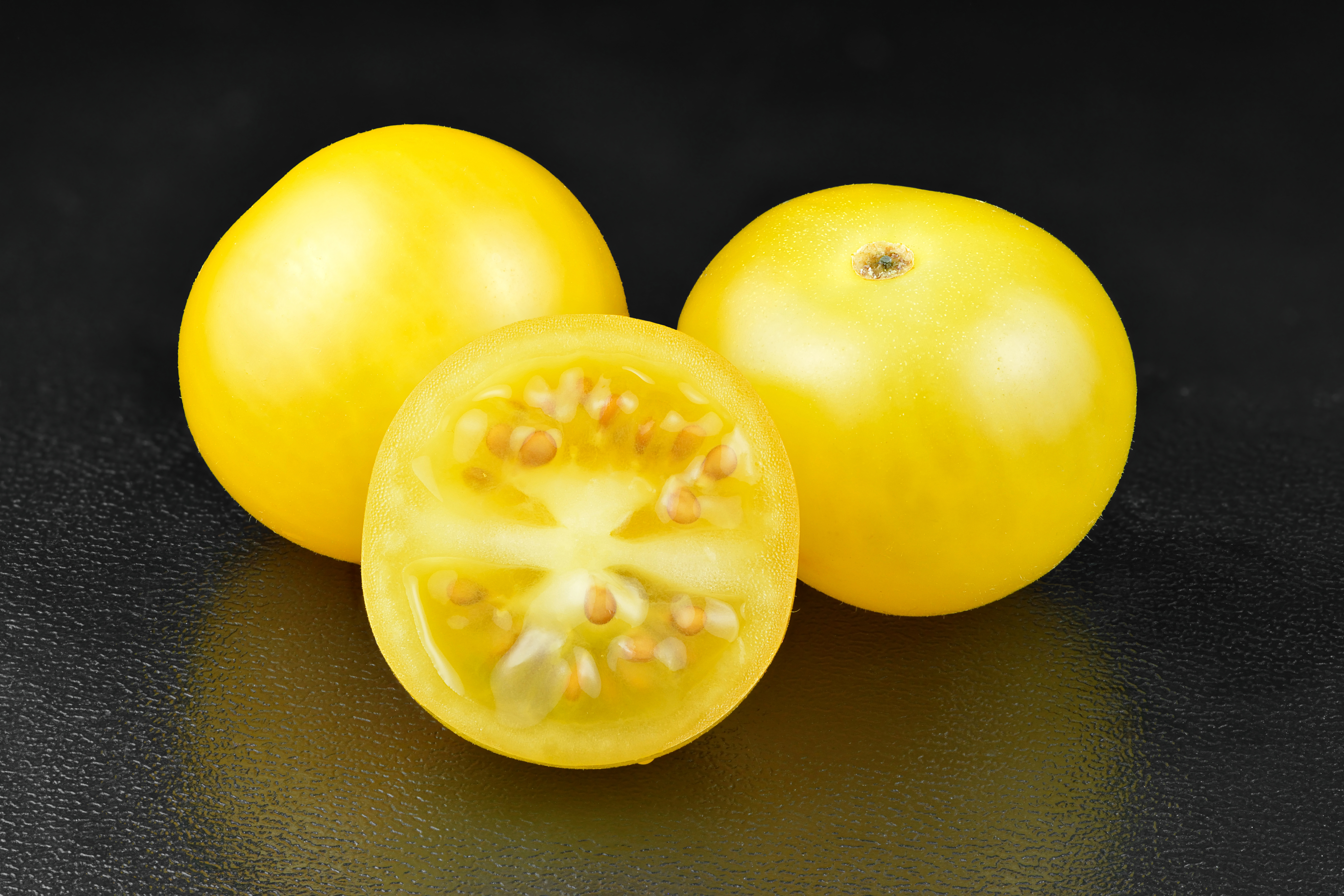
Roșii tip 'cireașă' (cherry) galbene

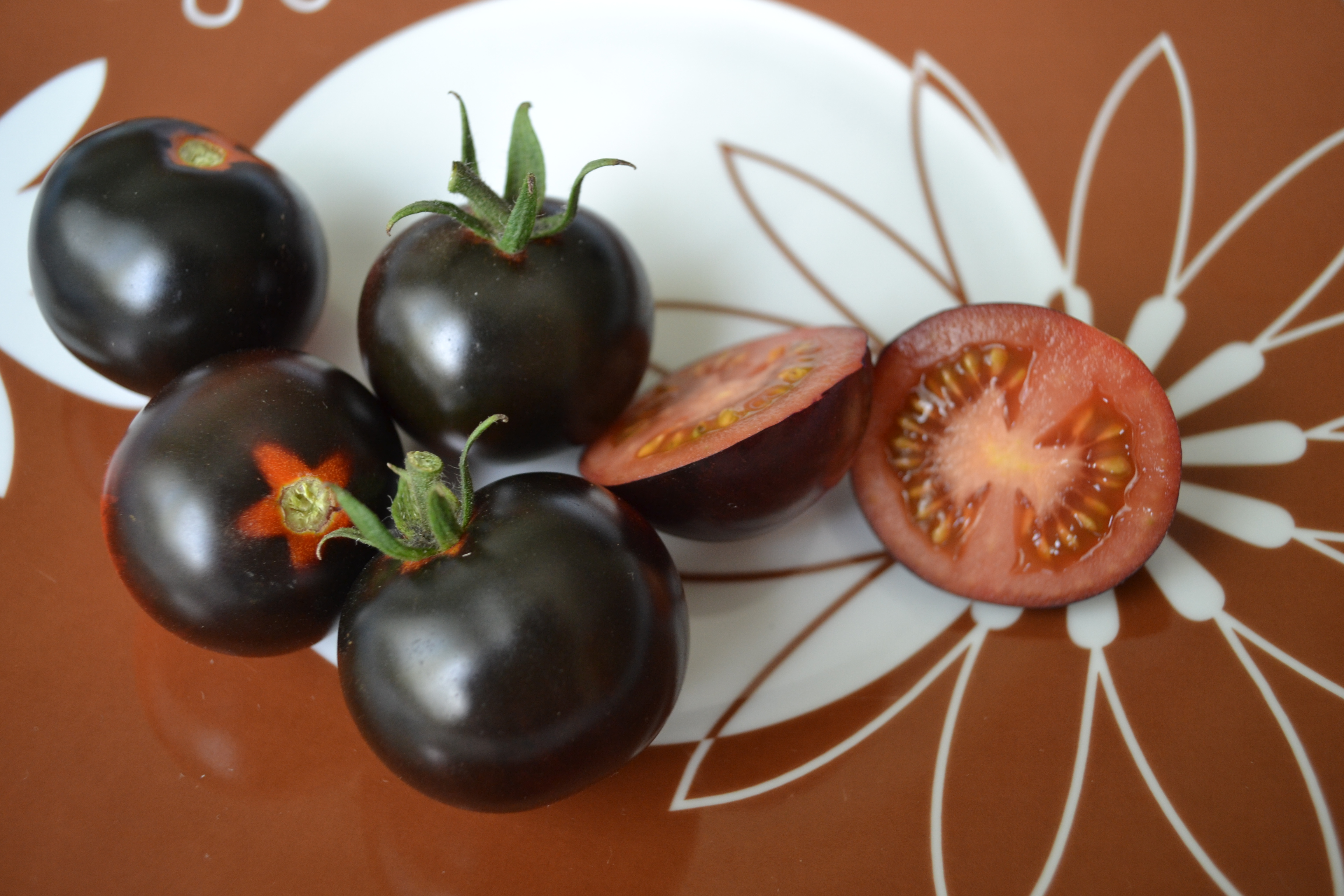
Roșii negre ('Indigo Rose') în Lučenec (Slovacia)

Gustul slab și lipsa de zahăr în soiurile moderne de roșii de grădină și comerciale au rezultat din  cultivarea selectivă a roșiilor pentru o culoare roșie uniformă. Această schimbare a avut loc după descoperirea unui fenotip mutant „u” la mijlocul secolului al XX-lea, numit astfel deoarece fructele acestuia sunt coapte uniform. Acesta a fost încrucișat pe scară largă pentru a produce fructe roșii fără inelul verde tipic din jurul tulpinii la soiurile neîncrucișate. Înainte de introducerea generală a acestei trăsături, majoritatea roșiilor produceau mai mult zahăr în timpul coacerii și erau mai dulci și mai aromate.
Între 10-20% din carbonul total fixat în fruct poate fi produs prin fotosinteză în fructul în curs de dezvoltare al fenotipului U normal. Mutația genetică u codifică pentru un factor care produce cloroplaste defecte și cu densitate mai mică în fructe, rezultând într-o culoare verde mai deschisă a fructelor necoapte și în reprimarea acumulării de zaharuri în fructele coapte de pînă 10-15%. Poate mai important decât rolul lor în fotosinteză, cloroplastele fructelor sunt remodelate în timpul coacerii în cromoplaste fără clorofilă care sintetizează și acumulează carotenoizii licopen, β-caroten și alți metaboliți care conferă proprietăți senzoriale și nutriționale ale fructului copt. Cloroplastele puternice din „umerii” de culoare verde-închis ai fenotipului U sunt benefice aici, dar au dezavantajul de a lăsa umerii verzi și chiar umeri galbeni crăpați lângă tulpinile fructului copt, din cauza stresului oxidativ cauzat de supraîncărcărea fotosintetică (expunere la lumina directă a soarelui la temperaturi ridicate). Prin urmare, proiectarea genetică a unui soi comercial care combină avantajele tipurilor u (mutant) și U (normal) necesită o reglare fină, dar poate fi fezabilă.
În plus, crescătorii de soiuri moderne de tomate se străduiesc de obicei să producă plante de tomate care prezintă un randament bun, un termen de valabilitate lung, de dimensiune uniformă și toleranță/rezistență la diferite presiuni de mediu și boli îmbunătățită. Cu toate acestea, aceste eforturi de ameliorare au produs consecințe negative neintenționate asupra diferitelor atribute ale fructelor de tomate. De exemplu, 'linkage drag' este un fenomen care a fost responsabil pentru modificări în metabolismul fructului de tomate care presunpune introducerea unei trăsături/alele nedorite într-o plantă în timpul încrucișării inverse. Această alelă este legată fizic (sau este foarte aproape) de alela dorită de-a lungul cromozomului. La introducerea alelei benefice există o probabilitate mare ca alela nedorită să fie, de asemenea, încorporată în plantă datorită proximității fizice în cromozom. Astfel, eforturile de ameliorare care încearcă să îmbunătățească anumite trăsături (de exemplu: mărime mai mare a fructelor) au alterat neintenționat producția de substanțe chimice asociate, de exemplu, cu valoarea nutrițională și aroma.
Crescătorii au apelat la utilizarea speciilor de tomate sălbatice ca sursă de alele pentru introducerea de trăsături benefice în soiurile moderne de tomate. De exemplu, rudele de roșii sălbatice pot avea cantități mai mari de solide din fructe (care sunt asociate cu un conținut mai mare de zahăr) sau o rezistență la boli cauzate de microbi, cum ar fi rezistența la virusul Alternaria solani care cauzează boala numită mană timpurie. Cu toate acestea, această tactică are limitări, deoarece încorporarea anumitor trăsături, precum rezistența la patogeni, poate avea un impact negativ asupra altor fenotipuri favorabile, cum ar fi producția de fructe.

### Fruct versus legumă

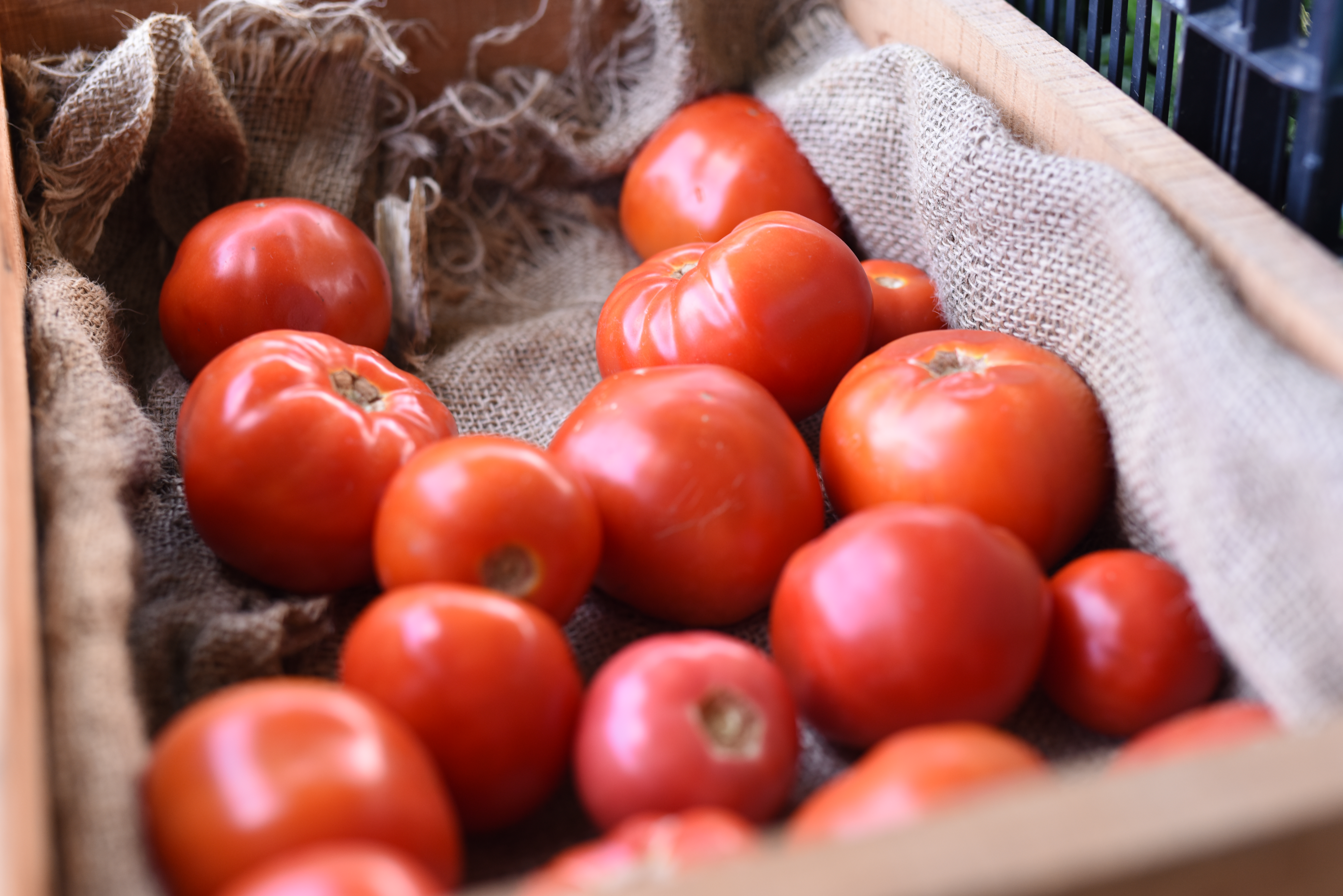
Roșiile sunt considerate un fruct sau o legumă în funcție de context

Din punct de vedere botanic roșia este un fruct de tip bacă. Potrivit Encyclopedia Britannica, roșiile sunt un fruct etichetat în magazinele alimentare ca legumă datorită gustului și scopurilor lor culinare. Prin urmare, roșia este considerată o „leguma culinară” deoarece 1) are un conținut mult mai mic de zahăr decât fructele; 2) are mai degrabă un gust umami decât dulce și 3) este de obicei servită ca parte a unei salate sau a felului principal al unei mese și nu ca desert. Roșiile nu sunt singura sursă de hrană cu această ambiguitate; ardeiul gras, castraveții, fasolea verde, vinetele, avocado și dovleceii de toate felurile sunt toate fructe botanice, totuși gătite ca legume.
Confuzia dacă roșiile sunt fructe sau legume a dus la dispute legale în Statele Unite. În 1887, legile tarifare americane care impuneau o taxă asupra legumelor, dar nu și asupra fructelor, au făcut ca statutul roșiilor să devină o chestiune de importanță juridică. În Nix v. Hedden, Curtea Supremă a SUA a soluționat controversa privind tarifele la 10 mai 1893, declarând că roșia este o legumă, pe baza definiției populare care clasifică legumele după utilizare — acestea sunt în general servite la cină și nu la desert. Această decizie legală se aplică doar la interpretarea Tarifului din 1883, instanța neintenționând să reclasifice roșia în scopuri botanice sau în alte scopuri. În anul 2001 Uniunea Europeană a decis oficial că roșia este fruct și nu legumă.

## Conținut

### Nutriție
O roșie crudă este alcătuită din apă în propoție de 92.5%, conține puțini carbohidrați și mai puțin de 1% grăsimi și proteine (vezi tabelul). O sută de grame de roșii crude furnizează 27 kilocalorii și reprezintă o sursă moderată de vitamina C și vitamina A, dar în rest are un conținut scăzut de micronutrienți.

### Toxicitate
Frunzele, tulpina și fructele verzi necoapte ale plantei de tomate conțin cantități mici de alcaloidul tomatină, al cărui efect asupra oamenilor nu a fost studiat îndeajuns. Acestea conțin, de asemenea, cantități mici de solanină, un alcaloid toxic care se găsește în cartofi și în alte plante din familia Solanacee. Totuși, chiar și în cazul cartofilor, în timp ce intoxicarea cu solanină rezultată din doze de mai multe ori consumul uman normal a fost demonstrată, cazurile reale de otrăvire prin consumul excesiv de cartofi sunt rare. În comparație cu cartofii, cantitatea de solanină din roșiile necoapte este scăzută.
Cantități mici de frunze de roșii sunt uneori folosite pentru aromatizare fără efect negativ, iar fructele verzi, necoapte ale roșiilor sunt uneori folosite pentru gătit, în special ca roșii verzi prăjite. Roșia verde imatură nu trebuie să fie confundată cu soiurile de roșii care își mențin culoare verde la maturitate.
Plantele de tomate pot fi toxice pentru câini dacă mănâncă cantități mari de fructe sau mestecă material vegetal.

## Cultivare
Roșia este cultivată în întreaga lume pentru fructele sale comestibile, având mii de soiuri. Îngrășământul cu un proporția de sodiu-fosfor-potasiu de 5–10–10 este adesea vândut ca îngrășământ special pentru roșii. Un gram de semințe de roșii conține aproximativ 300 de semințe.

### Boli

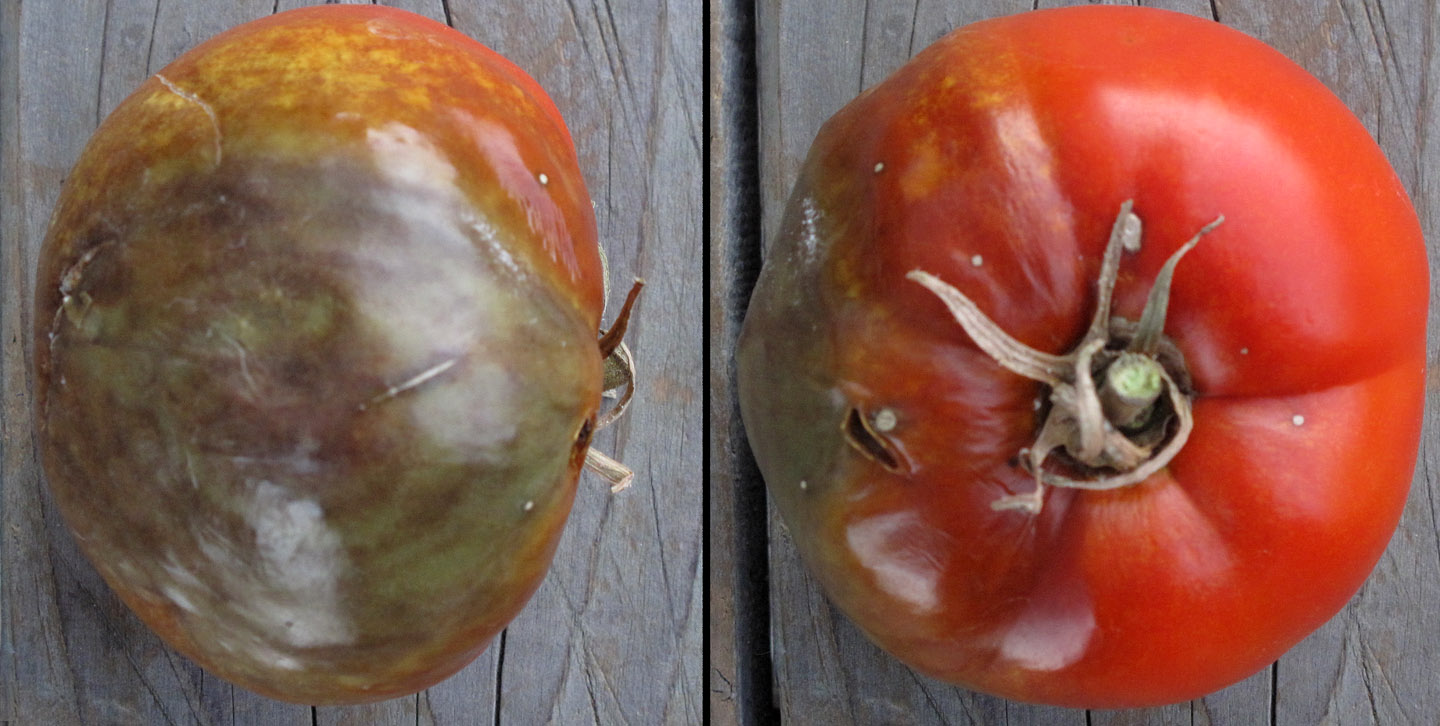
Roșie infestată cu Phytophthora infestans, numită și mană sau fitoftoroză

Soiurile de tomate variază foarte mult în ceea ce privește rezistența la boli. Hibrizii moderni se concentrează pe îmbunătățirea rezistenței la boli față de plantele strămoșești ('heirloom').
Afecțiunile comune ale roșiilor sunt diverse forme de mucegai și mană, motiv pentru care soiurile de tomate sunt adesea marcate cu o combinație de litere care se referă la rezistența specifică la boli.
- LB – „mană târzie”[71]
- V – ofilirea produsă de ''Verticillium''
- F – ofilirea produsă de ''Fusarium'', tulpina I
- FF – ofilirea produsă de ''Fusarium', tulpina I și tulpina II
- N – nematode
- T – virusul mozaic al tutunului
- A – alternaria.

O boală comună a tomatelor este virusul mozaic al tutunului. Manipularea țigărilor și a altor produse din tutun infectate poate transmite virusul la plantele de tomate.
Ofilirea produsă de bacterii este o altă boală comună care afectează randamentul. Wang și colab.au descoperit în 2019 că terapiile cu bacteriofagi reduc impactul ofilării bacteriene, uneori prin reducerea abundenței bacteriene și alteori prin selectarea a genomilor rezistenți, dar cu creștere lentă.

### Dăunători

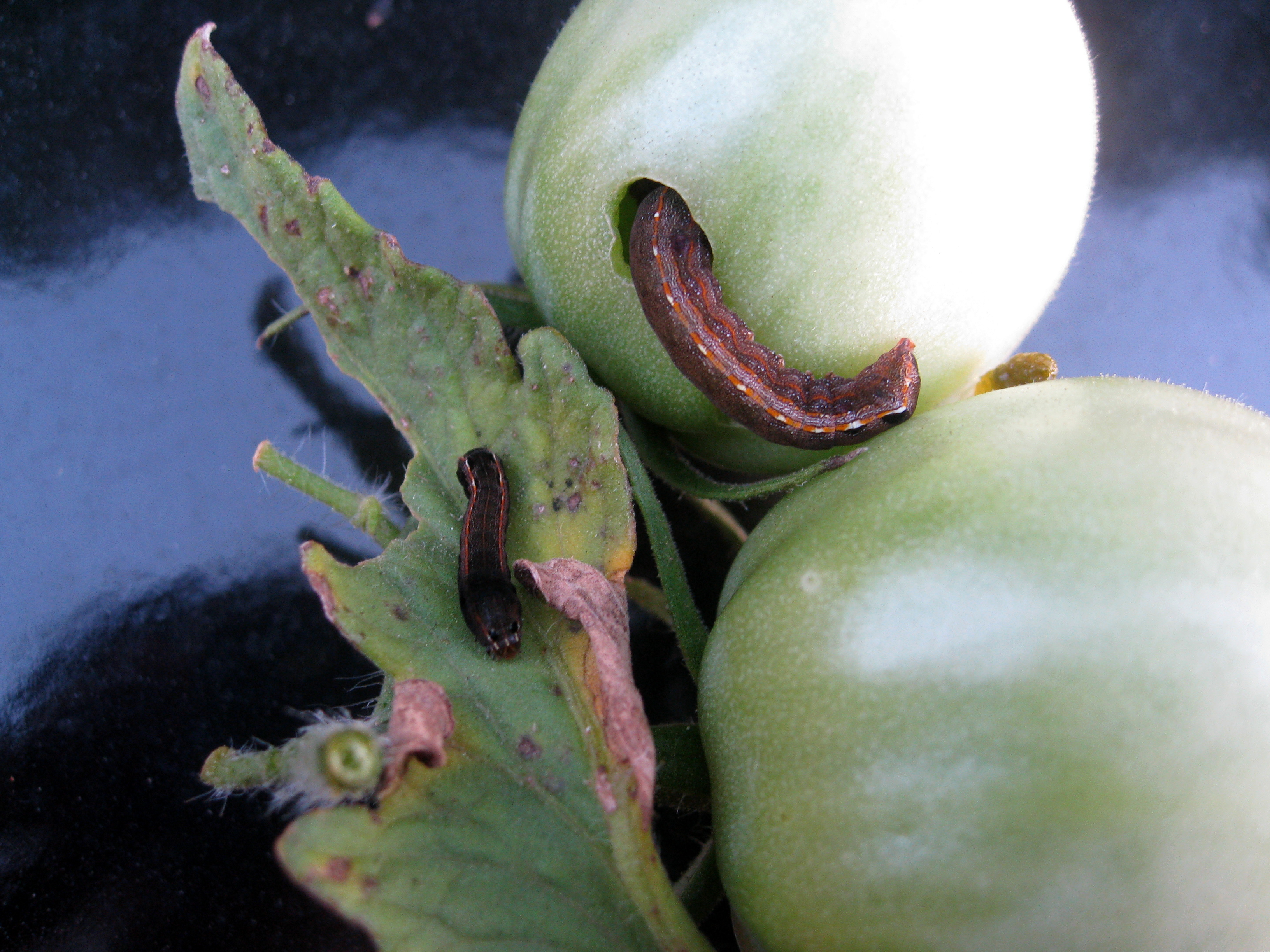
Viermele fructelor de tomate se hrănește cu roșii necoapte

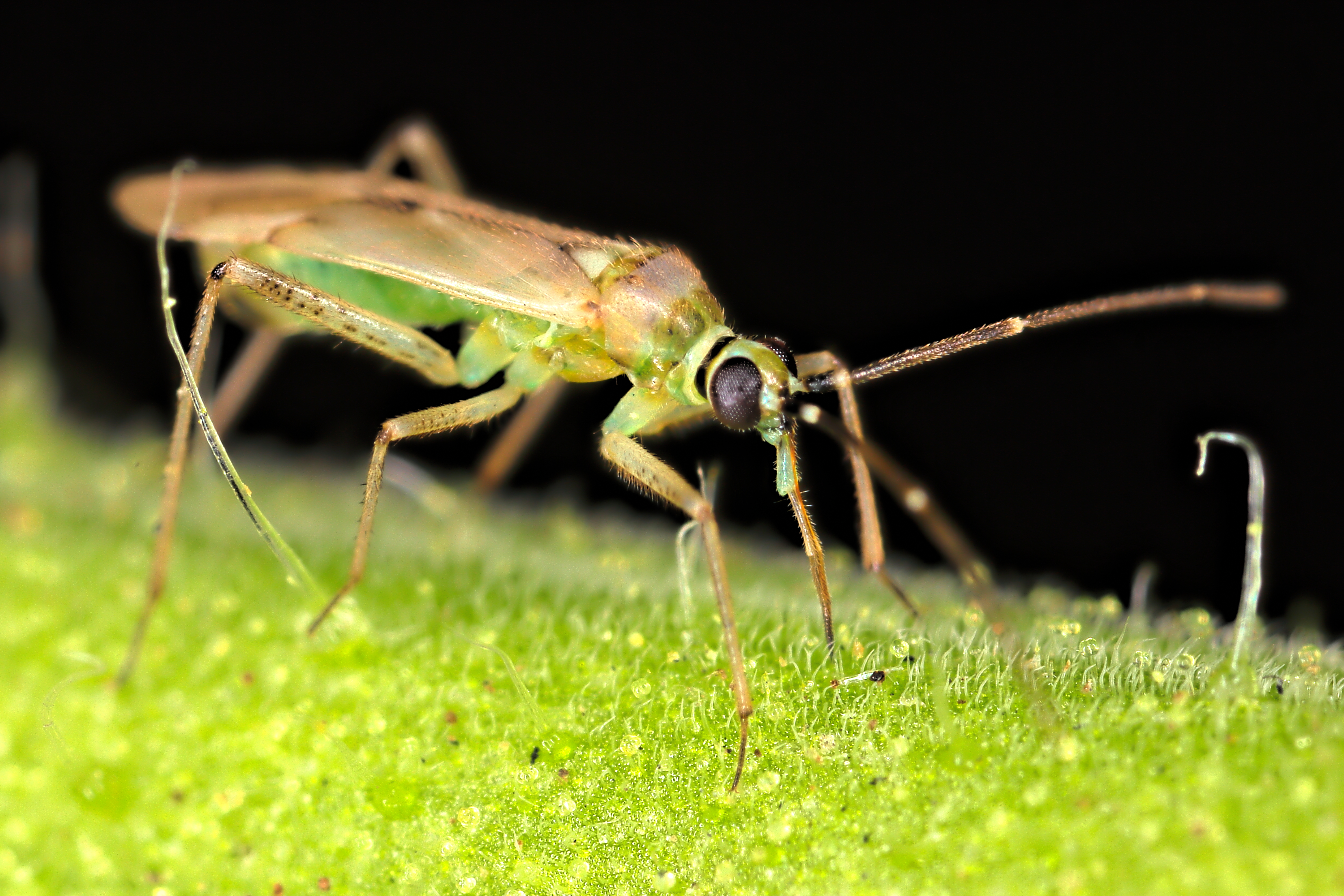
Insecta tomatelor se hrănește cu seva plantelor de tomate

Unii dăunători obișnuiți ai roșiilor sunt insectele de roșii, insectele rău-mirositoare, viermii Noctua pronuba, viermii de roșii (Manduca quinquemaculata), larvele moliei Manduca sexta, afidele, insectele de varză (Trichoplusia ni), muștele albe din familia Aleyrodidae, viermii Helicoverpa zea, gândacii de purici din familia Chrysomelidae, acarienii roșii (Tetranychus urticae), limacșii și gândacul de Colorado. Acarianul ruginiu (Aculops lycopersici) se hrănește cu frunzișul și fructele tinere ale plantelor de tomate, provocând necroza frunzelor, florilor și fructelor, chiar și moartea plantei.
După atacul unei insecte, plantele de tomate produc sistemină, un hormon peptidic al plantei. Sistemina activează mecanismele de apărare, cum ar fi producția de inhibitori de protează pentru a încetini creșterea insectelor. Hormonul a fost identificat pentru prima dată în roșii, dar de atunci (1991) au fost identificate proteine similare și la alte specii.

### Alte tulburări

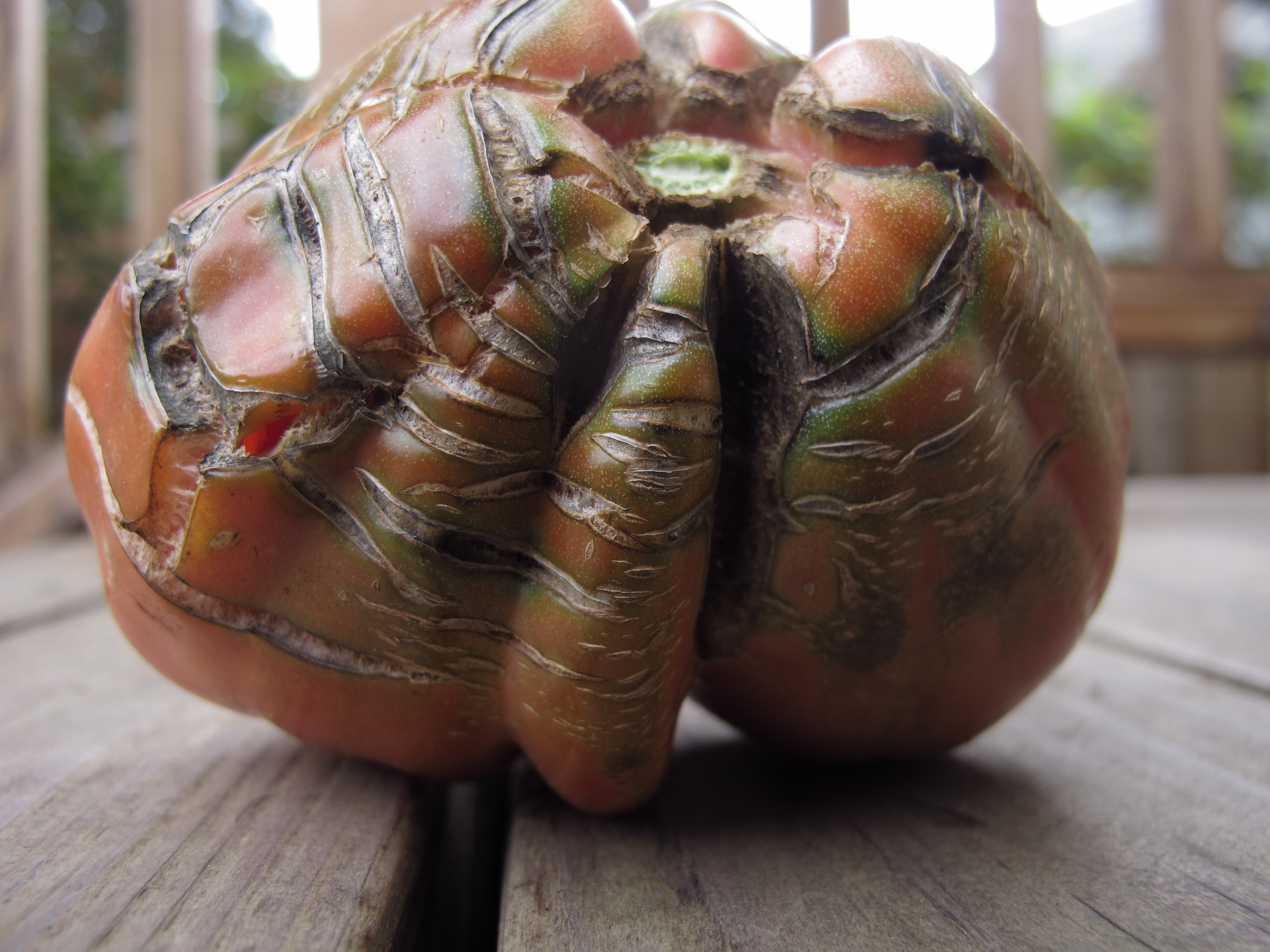
O roșie strămoșească ('heirloom') crăpată, fenomen cauzat de fluctuația disponibilității apei

Deși nu este o boală ca atare, udarea neregulate poate cauza crăparea fructelor în creștere sau coacere. Pe lângă daunele cosmetice, crăparea poate permite începerea degradarii, deși fructele în creștere au o anumită capacitate de a se vindeca. Fructul afectat rămâne de obicei comestibil, dar aspectul său poate fi inestetic.

### Plante însoțitoare
Roșiile pot servi ca, dar și beneficiază de, o mare varietate de plante însoțitoare.
Larva moliei Manduca quinquemaculata, un vierme devastator al culturilor de roșii constituie hrana larvelor viespilor parazite. Cand devin viespi, acestea se hranesc cu nectar produs de plantele din familia Apiaceae. Prin urmare, mai multe specii de Apiaceae sunt adesea cultivate împreună cu plantele de tomate, inclusiv pătrunjelul, morcovul salbatic și ocazional mărarul. Acestea atrag și muștele prădătoare care atacă diverși dăunători de roșii.
Se crede că Limba mielului respinge larva moliei Manduca quinquemaculata.
Busuiocul este recomandat în mod popular ca plantă însoțitoare pentru roșie. Se crede în popor că busuiocul poate descuraja dăunătorii sau poate îmbunătăți aroma roșiilor. Cu toate acestea, în testele de gust cu metoda dublu-orb busuiocul nu a afectat în mod semnificativ gustul roșiilor atunci când a fost plantat lângă acestea.
Plantele de tomate pot proteja sparanghelul de gândacii de sparanghel (genul Crioceris), deoarece conțin solanină care ucide acest dăunător, în timp ce plantele de sparanghel conțin acid asparagusic care respinge nematozii despre care se știe că atacă plantele de tomate. Gălbenelele resping și ele nematozii.

### Polenizare

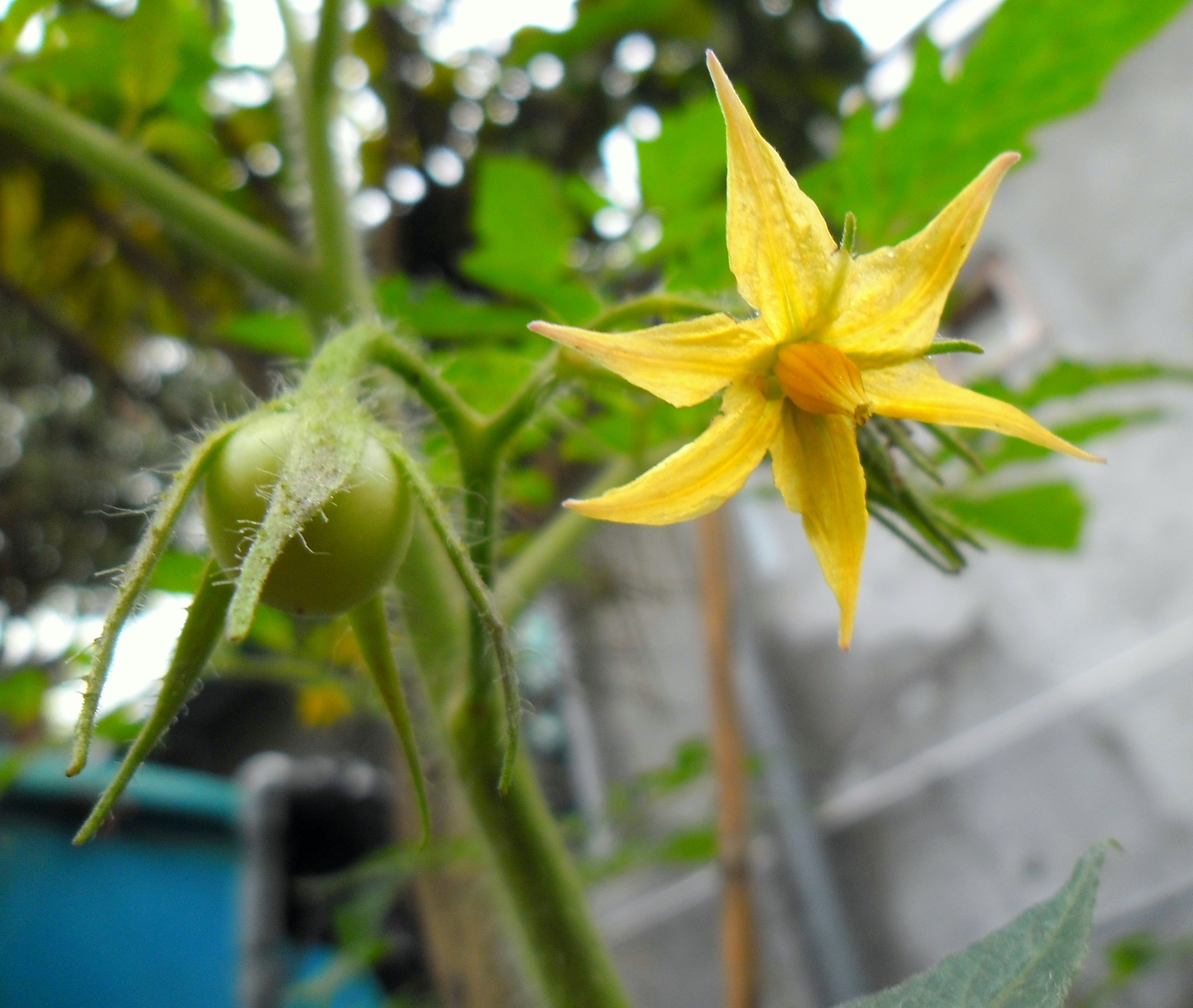
Floare de tomate la apogeul înfloririi, alături de un fruct imatur, verde

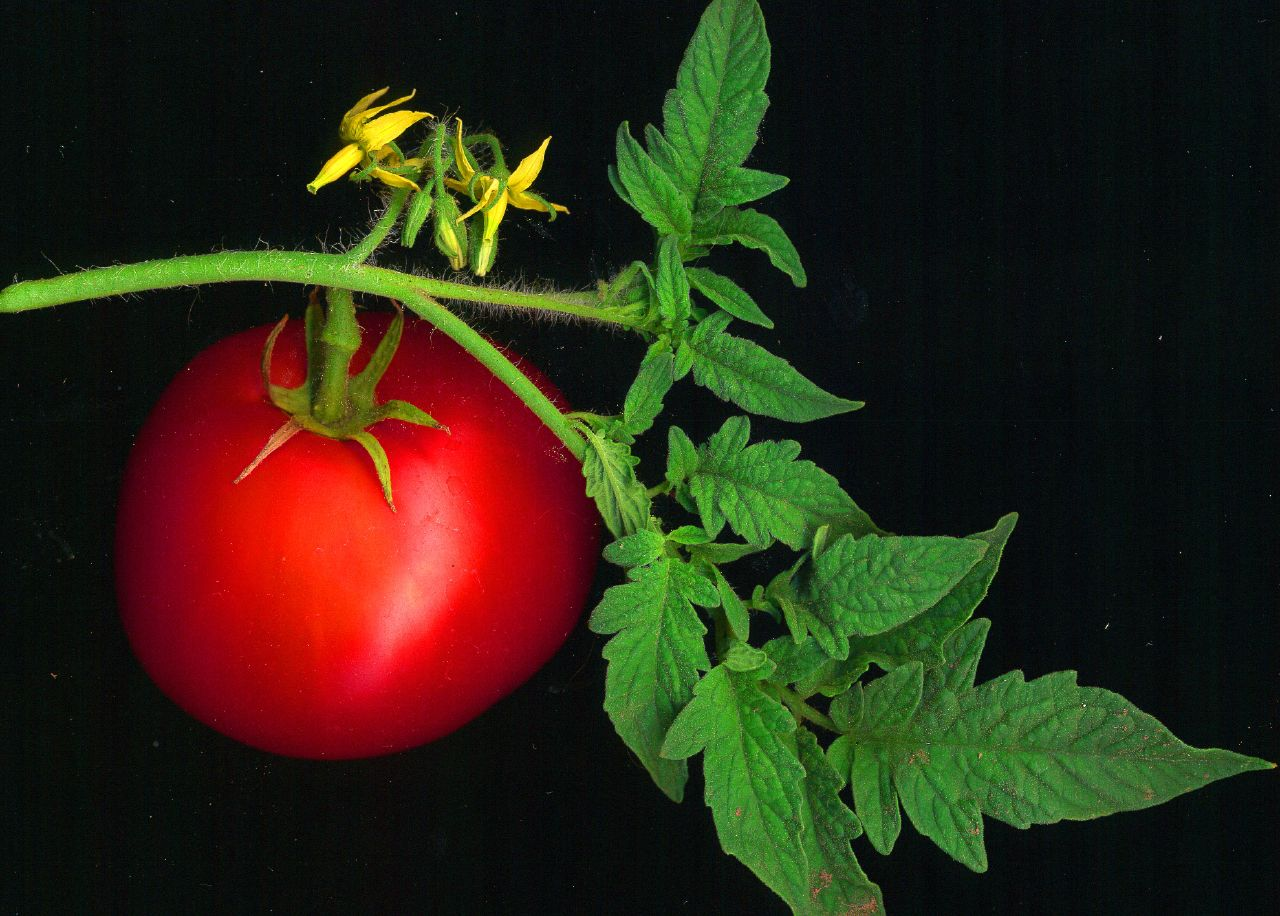
Florile și fructele coapte pot fi prezente simultan pe aceeași ramură.

În stare sălbatică, originală, roșiile au necesitat polenizare încrucișată; erau mult mai auto-incompatibile decât soiurile domestice. Pentru a reduce auto-polenizarea, pistilul roșiilor sălbatice se extinde mai mult din floare decât la soiurile de astăzi. Staminele au fost și rămân în întregime în corola închisă.
Pe măsură ce roșiile au fost mutate din zonele lor natale, polenizatorii lor tradiționali (probabil o specie de albină din familia Halictidae) nu au fost importați odată cu ele. Prin urmare, abilitatea de a se  autofertiliza a devenit un avantaj, iar soiurile domestice de roșii au fost selectate pentru a maximiza această trăsătură.
Autofertilizarea nu este același lucru cu autopolenizarea, în ciuda mitului că roșiile fac acest lucru. Că roșiile se autopolenizează prost fără ajutor extern se arată clar în situațiile de seră, unde polenizarea trebuie să fie ajutată de un vânt artificial, de o baghetă numită „albină electrică” care este folosită manual sau cel mai adesea de bondarii de cultură. Stamina unei flori de tomate are forma unui tub gol, cu polenul produs în interiorul structurii mai degrabă decât la suprafață, ca în majoritatea altor specii. Polenul se deplasează prin porii din stamină, dar foarte puțin polen este scuturat fără un fel de mișcare indusă în mod extern. Frecvențele vibratorii ideale pentru a elibera boabele de polen sunt furnizate de o insectă, cum ar fi un bondar, sau polenizatorul original sălbatic halictid, capabil să se angajeze într-un comportament cunoscut sub numele de polenizare prin 'sonicare', pe care albinele nu îl pot realiza. De obicei, în aer liber vântul sau animalele induc o mișcare suficientă a plantei  pentru a produce culturi viabile comercial, dar culturile de seră și hidroponice au nevoie de ajutor.

### Cultură hidroponică și în seră

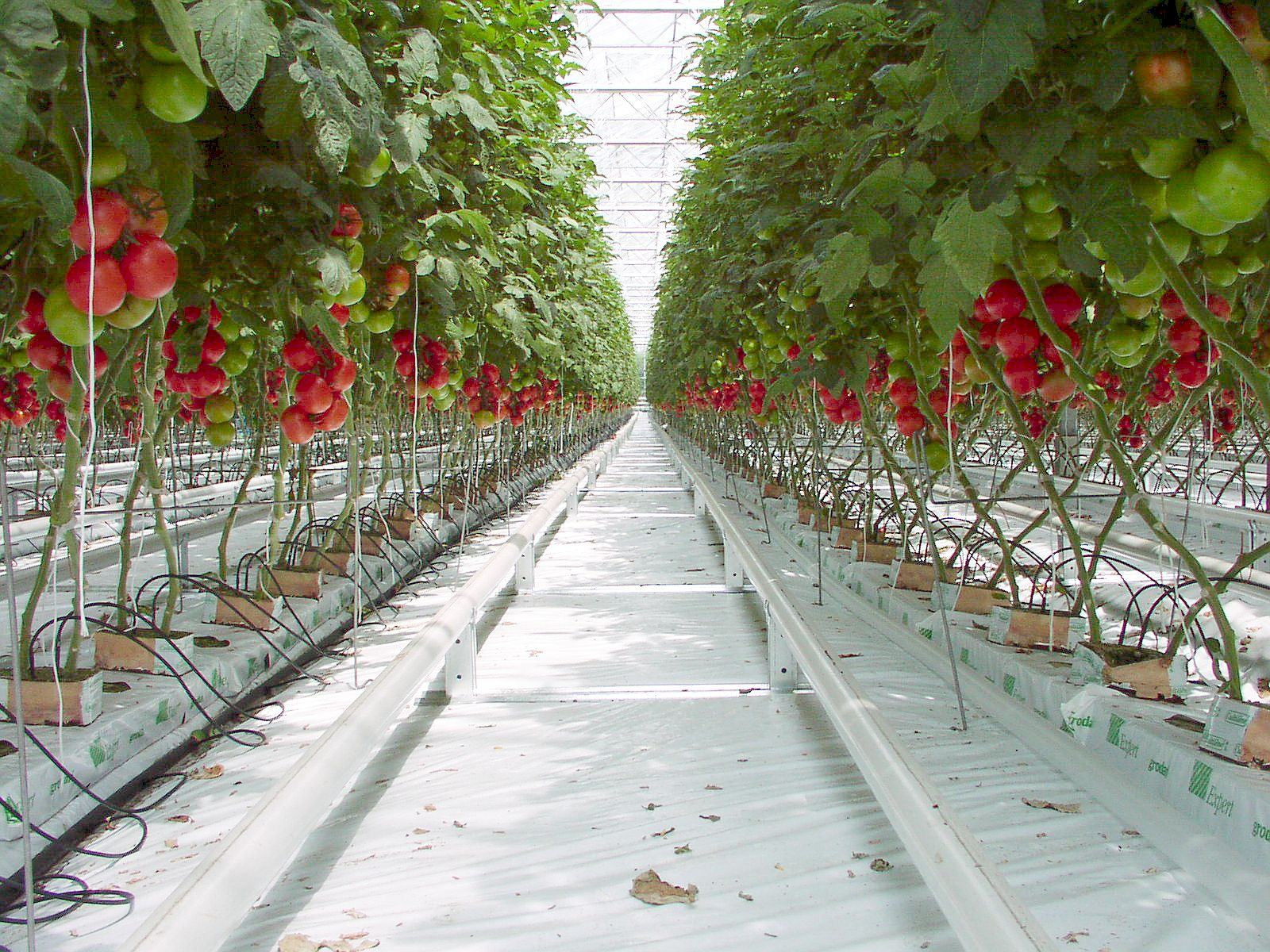
Cultură hidroponică

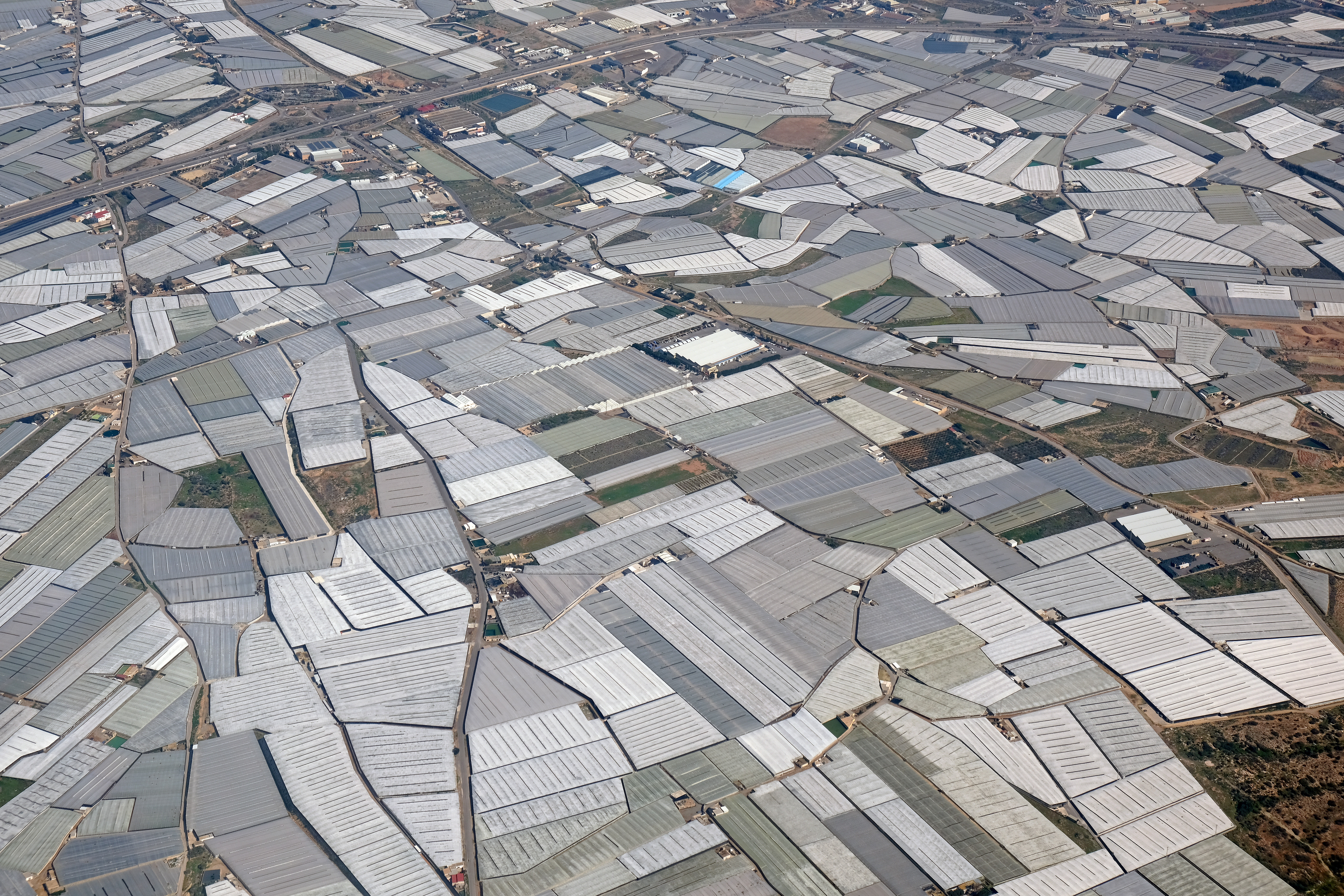
Cultivarea în seră în Andaluzia

Roșiile sunt adesea cultivate în sere în climate mai reci, iar soiurile precum „Moneymaker” britanic și o serie de soiuri cultivate în Siberia sunt crescute special pentru cultivarea în interior. În climatele mai temperate se practică sădirea seminșelor în sere la sfârșitul iernii pentru transplantări viitoare în aer liber.
Producția de tomate de seră în sere comerciale cu suprafețe mari este în creștere, oferind fructe în acele perioade ale anului când fructele cultivate pe câmp nu sunt ușor disponibile. Marii operatori comerciali de sere preferă fructele de dimensiuni mai mici ('cireșe' și 'struguri') și roșiile vândute încă atașate de ramuri, în timp ce soiurile mari, tip 'beefsteak' sunt preferate de cultivatorii pe scară mai mică.
Tehnica hidroponică este adesea folosită în medii ostile de creștere, precum și în plantațiile de mare densitate.

### Culegere și coacere
Pentru a facilita transportul și depozitarea, roșiile sunt adesea culese necoapte (verzi) și coapte cu etilenă.
O varietate de tomate care poate fi recoltată mecanic („roșia pătrată”) a fost dezvoltată în anii 1950 de către Gordie C. Hanna de la Universitatea din California, Davis, care, în combinație cu dezvoltarea unei mașini de recoltat roșii, a revoluționat industria de cultivare a tomatelor. Acest tip de roșii este cultivat comercial în apropierea fabricilor care prelucrează și îmbuteliază conserve de roșii tăiate, sos de roșii și pastă de roșii. Roșiile sunt recoltate când sunt coapte, deci beneficiind de aroma specifică roșiei adulte. Acestea sunt recoltate 24 de ore pe zi, șapte zile pe săptămână în timpul unui sezon de 12 până la 14 săptămâni și transportate imediat la fabricile de ambalare, care funcționează în același program. California este un centru al acestui tip de producție comercială de tomate și produce aproximativ o treime din roșiile procesate produse în lume.
În 1994, Monsanto a introdus o roșie modificată genetic numită FlavrSavr, care putea fi coaptă fără a compromite durata de conservare. Cu toate acestea, produsul nu a avut succes comercial și a fost vândut numai până în 1997.

## Producție
| Producția de tomate – 2021 | Producția de tomate – 2021 |
| Producător                 | Milioane de tone           |
| -------------------------- | -------------------------- |
| China                      | 67.5                       |
| India                      | 21.2                       |
| Uniunea Europeană          | 17.9                       |
| Turcia                     | 13.1                       |
| Statele Unite ale Americii | 10.5                       |
| Egipt                      | 6.3                        |
| Mexic                      | 4.1                        |
| Brazilia                   | 3.7                        |
| Nigeria                    | 3.6                        |
| Iran                       | 3.4                        |
| Lume                       | 189.1                      |
| Sursa: FAOSTAT a ONU       |                            |

În 2021, producția mondială de roșii a fost de 189 de milioane de tone, China reprezentând 35% din total, urmată de India, Uniunea Europeană, Turcia și Statele Unite ca producători majori (vezi tabel).

### Depozitare
Roșiile se păstrează cel mai bine nespălate la temperatura camerei și ferite de lumina directă a soarelui. Nu se recomandă refrigerarea, deoarece fructele capătă o textură făinoasă și își pierd din aromă.
Depozitarea cu cotorul tulpinii în jos poate prelungi durata de valabilitate, deoarece poate împiedica degradarea prea rapidă.
Roșiile necoapte pot fi păstrate într-o pungă de hârtie pentru a se coace.
Roșiile sunt ușor de conservat acasă sub formă de roșii întregi, tocate, făcute sos de roșii sau pastă concentrată. Fructele pot fi conservate și prin uscare, uneori la soare, acolo unde clima permite, și vândute fie în pungi, fie în borcane cu ulei.

### Randament
Lumea a dedicat 4,8 milioane de hectare în 2012 pentru cultivarea tomatelor, iar producția totală a fost de aproximativ 161,8 milioane de tone. Randamentul mediu mondial pentru tomate a fost de 33,6 tone pe hectar în 2012.
Fermele de tomate din Olanda au fost cele mai productive în 2012, cu o medie la nivel național de 476 de tone pe hectar, urmate de Belgia (463 de tone pe hectar) și Islanda (429 de tone pe hectar).

## Utilizări

### Culinar

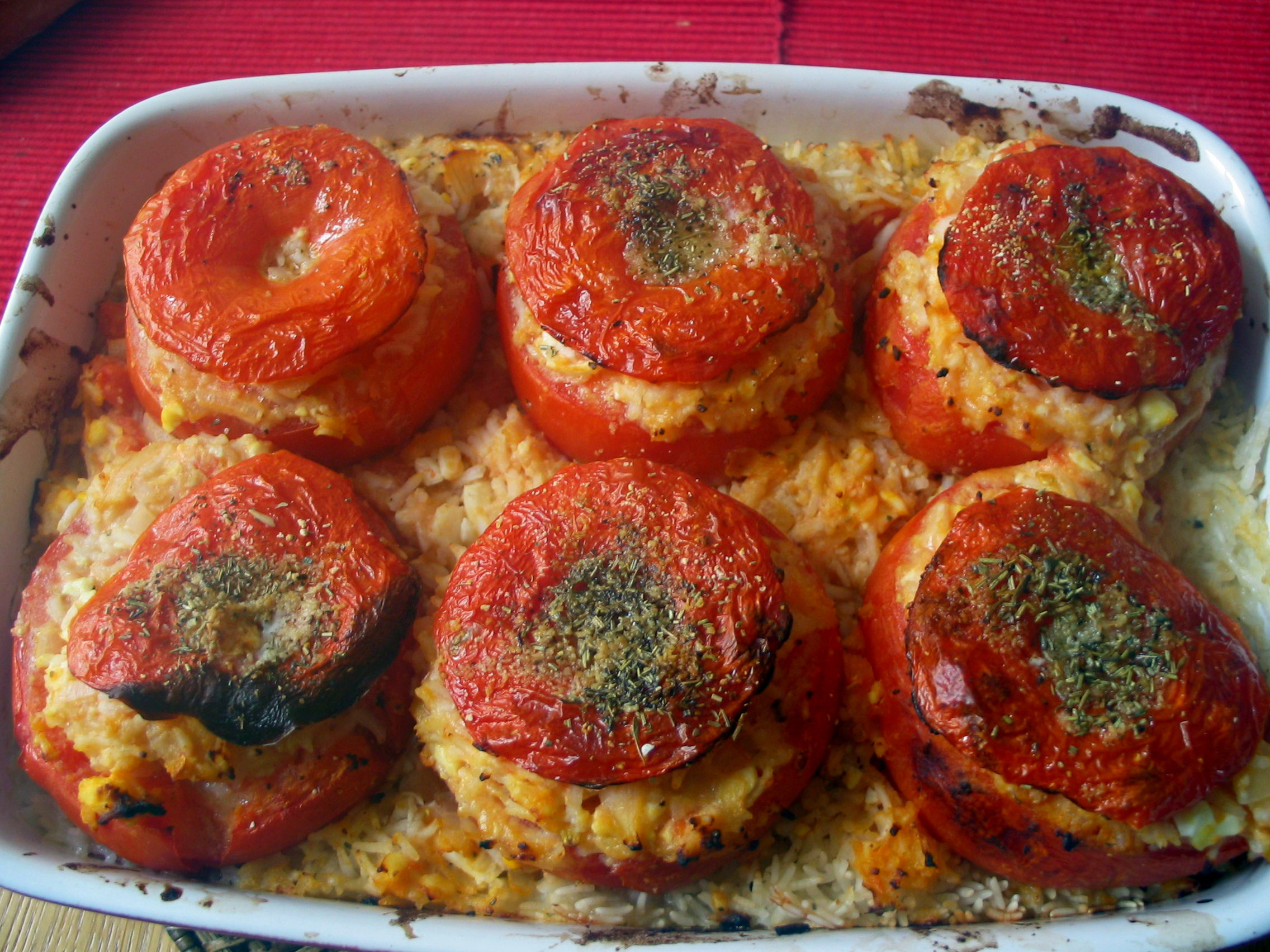
Roșii umplute cu ou fiert și parmezan.

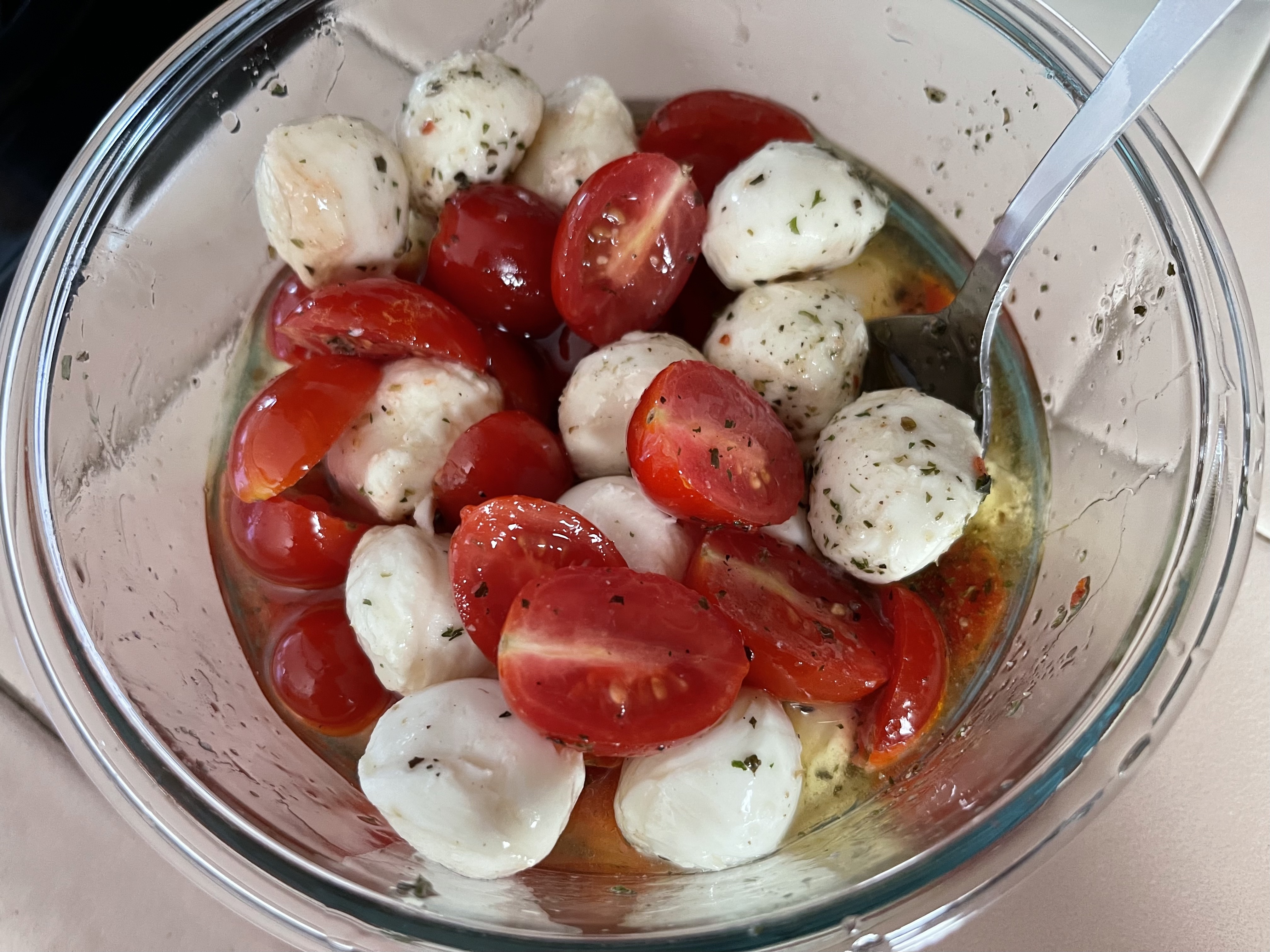
Salată caprese cu roșii și brânză mozarella

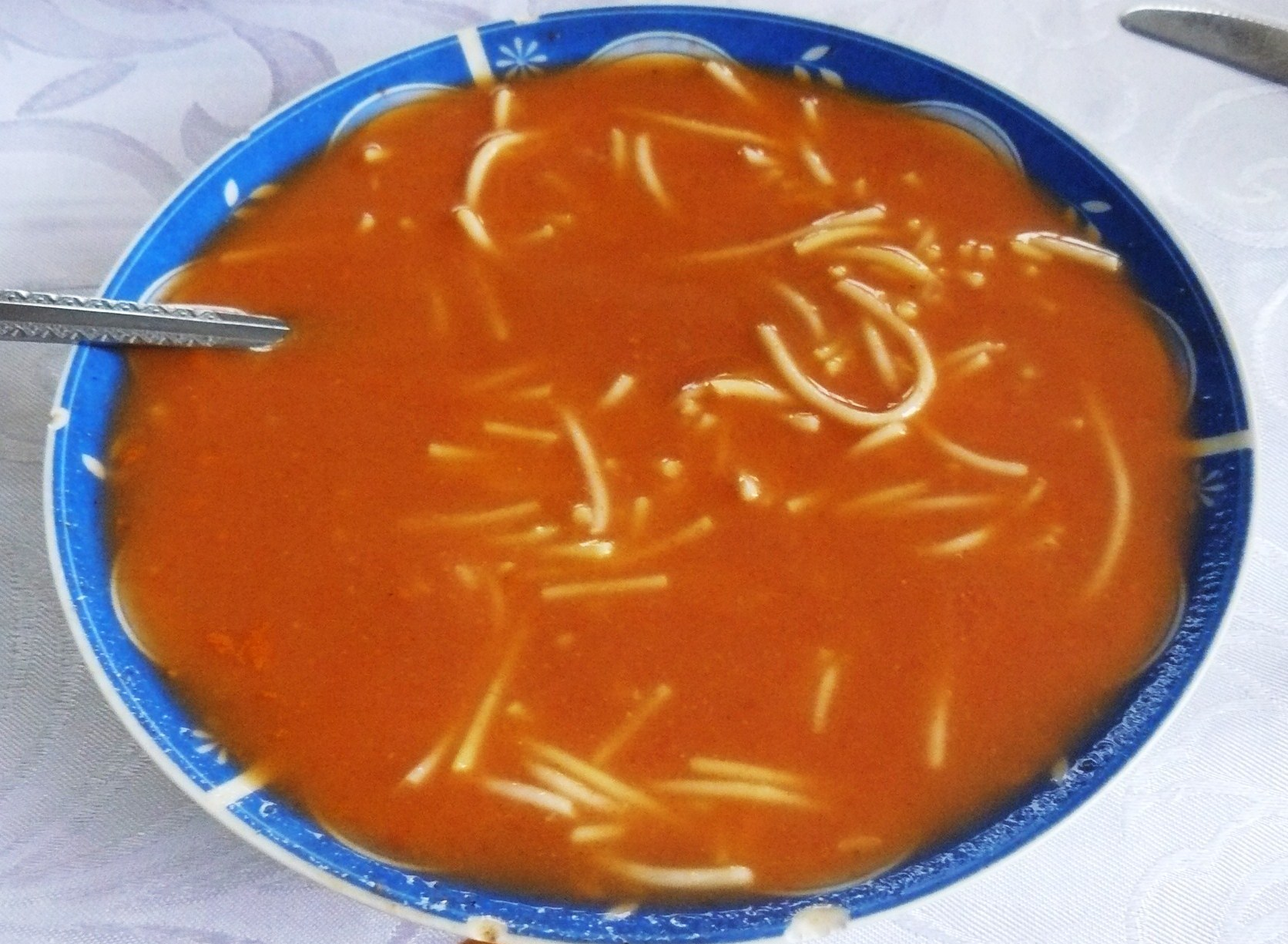
Supă de roșii

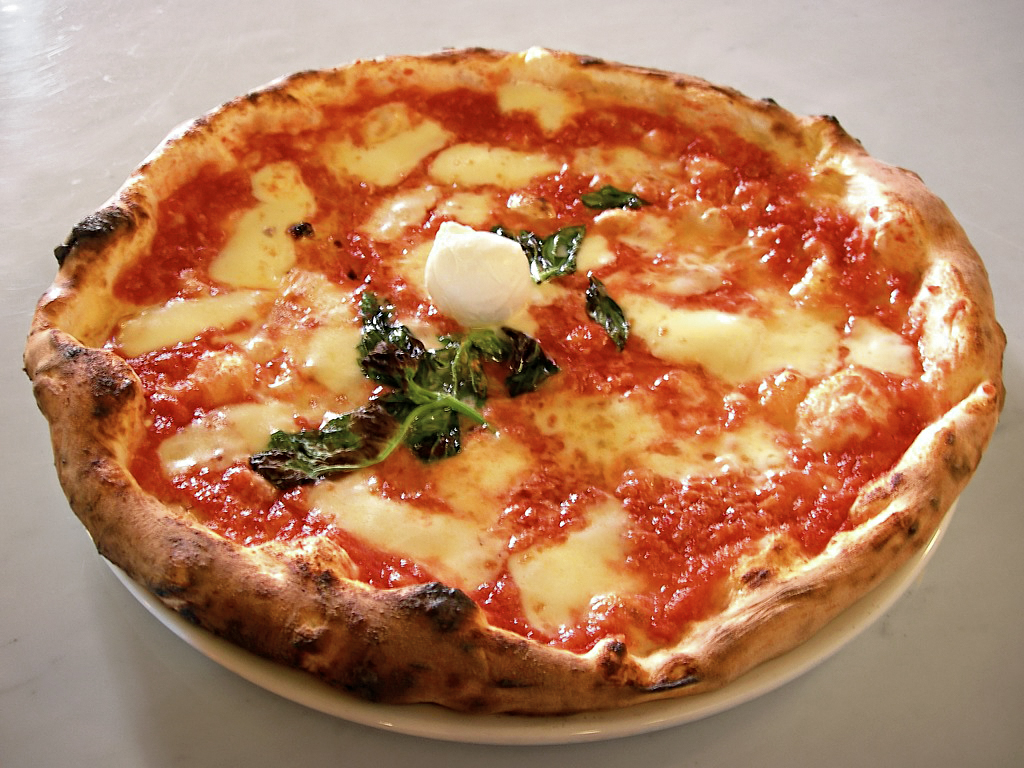
Pizza napoletană Margherita, care, pentru a fi autentică, trebuie făcută cu roșii 'San Marzano' sau 'pomodorino del Piennolo del Vesuvio', brânză de bivoliță și busuioc

Deși din punct de vedere botanic este un fruct de tip bacă, roșia este considerată o legumă în scopuri culinare. Are o aromă puternică și savuroasă de umami. Chef Heston Blumenthal a observat că pulpa interioară avea mai multă aromă decât carnea; un studiu academic ulterior la care a participat a confirmat că pulpa avea de până la unsprezece ori mai mult acid glutamic, care dă aroma de umami, decât carnea.
Deși roșiile au originea în America de Sud, roșia este acum cultivată și consumată în întreaga lume. Este folosită în diverse moduri, crudă în salate sau gătită și încorporată într-o mare varietate de feluri de mâncare, procesată în ketchup sau pastă de roșii sau conservată. Roșiile verzi necoapte pot fi, de asemenea, făcute pane și prăjite, folosite pentru a face salsa sau murate. Sucul de roșii este vândut ca băutură și este folosit în cocktailuri precum Bloody Mary.
Roșiile au devenit utilizate pe scară largă în bucătăria mediteraneană ca ingredient cheie în pizza și multe sosuri de paste făinoase. Roșiile sunt, de asemenea, folosite în mâncăruri spaniole și catalane, cum ar fi gazpacho și pa amb tomàquet.

### Focare deSalmonella
Roșiile au fost conectate de șapte focare de Salmonella între 1990 și 2005 și ar fi putut fi cauza unui focar de salmoneloză care a cauzat 172 de boli în 18 state din SUA în 2006. Focarul de salmoneloză din SUA din 2008 a provocat eliminarea temporară a roșiilor din magazinele și restaurantele din Statele Unite și părți ale Canadei.

### Cercetare
O analiză extinsă din 2022 a constatat și a specificat multe beneficii pentru sănătate asociate consumului de roșii și unele riscuri, datorate atât factorilor externi (pesticide, contaminare microbiană, metale grele din sol contaminat), cât și intrinseci; de exemplu, licopenul, cel puțin ca supliment, are un efect nedorit asupra trombocitelor pentru pacienții care utilizează anticoagulanți și medicamente similare. Analiza concluzionează că „efectele sinergice ale tuturor constituenților roșiilor ar putea depăși beneficiile constituenților individuali ai tomatelor, cum ar fi licopenul”.
Studiile din 2014 și 2015 nu au găsit dovezi concludente care să indice că licopenul din roșii sau din suplimente afectează apariția bolilor cardiovasculare sau a cancerului.
În Statele Unite, presupusele beneficii pentru sănătate ale consumului de roșii, produse din tomate sau licopen pentru a afecta cancerul nu pot fi menționate pe produsele alimentare ambalate fără o declarație de sănătate calificată. Într-o analiză științifică a potențialelor afirmații pentru licopenul care afectează în mod favorabil ADN-ul, pielea expusă la radiații ultraviolete, funcția cardiacă și vederea, Autoritatea Europeană pentru Siguranța Alimentară a concluzionat în 2011 că dovezile privind efectele licopenului aupra oricărora dintre aceste efecte au fost neconcludente.

## În cultura populară

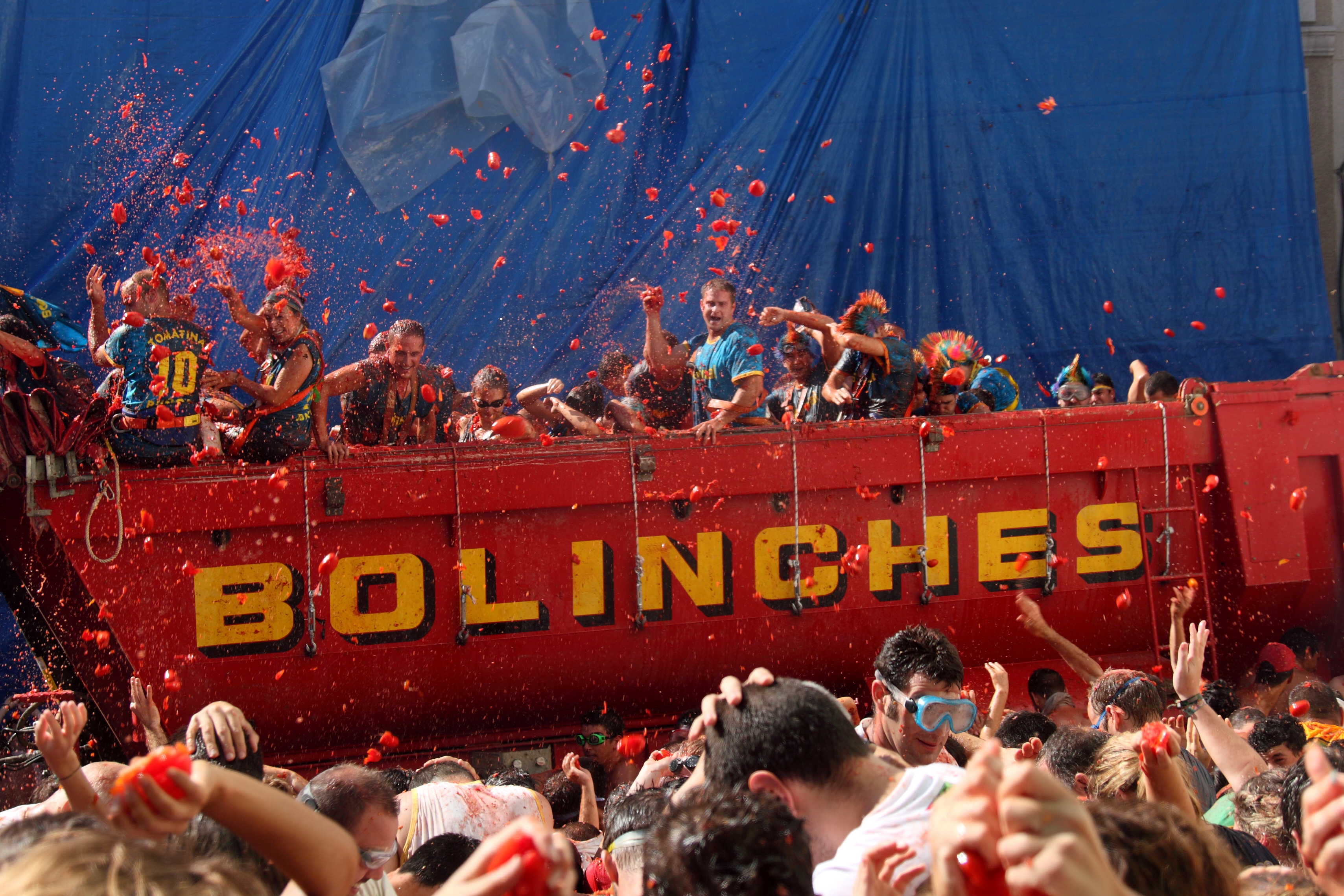
Roșii aruncate dintr-un camion în timpul festivalului spaniol La Tomatina

Orașul Buñol, Spania, sărbătorește anual La Tomatina, un festival centrat pe o luptă enormă cu roșii. La 30 august 2007, 40.000 de spanioli s-au adunat pentru a arunca 115.000 Kg de roșii unul într-altul în timpul festivalului.

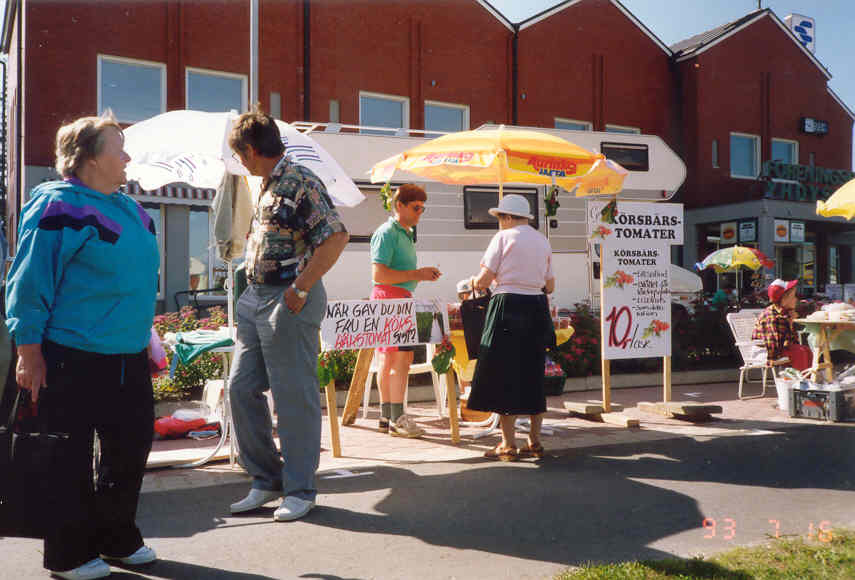
Tomatkarnevalen (Festivalul roșiilor) din Närpes, Finlanda, în 1993

„Rotten Tomatoes” (Roșii Putrede) este un site american de agregare de recenzii pentru film și televiziune. Numele „Rotten Tomatoes” derivă din practica publicului de a arunca roșii putrede atunci când dezaprobă o reprezentație de scenă slabă, practică folosită în secolului al XIX-lea. Îmbrățișând-o această conotație a roșiilor putrede ca pe un fel de protest, partidul socialist olandez a adoptat roșia ca logo.
Mai multe state din SUA au adoptat roșia ca fruct sau legumă de stat. Roșiile au fost desemnate leguma statului New Jersey. Statul Arkansas a declarat soiul South Arkansas Vine Ripe Pink Tomato atât fructul de stat, cât și leguma de stat în aceeași lege, citând atât clasificările sale culinare, cât și botanice. În 2009, statul Ohio a adoptat o lege care face roșia fructul oficial al statului. Sucul de roșii a fost băutura oficială a Ohio din 1965. Alexander W. Livingston din Reynoldsburg, Ohio a produs primul soi comercial de roșii în secolul al XIX-lea; de aceea, orașul Reynoldsburg se numește „Locul de naștere al roșiilor”. Eforturile sale sunt comemorate la Reynoldsburg cu un festival anual al roșiilor.
'Flavr Savr' a fost primul aliment modificat genetic cultivat comercial și autorizat pentru consum uman.

### Recorduri
La data de 2008, recordul pentru cea mai grea roșie a fost deținut de un specimen care cântărea 3.51 kg din soiul „Delicious”, crescut de Gordon Graham din Edmond, Oklahoma, SUA in 1986. Cea mai înaltă plantă de roșii a fost din soiul „Sungold” și avea 19.8 m în lungime, crescută de Nutriculture Ltd (UK) în Mawdesley, Lancashire, Marea Britanie, in 2000.

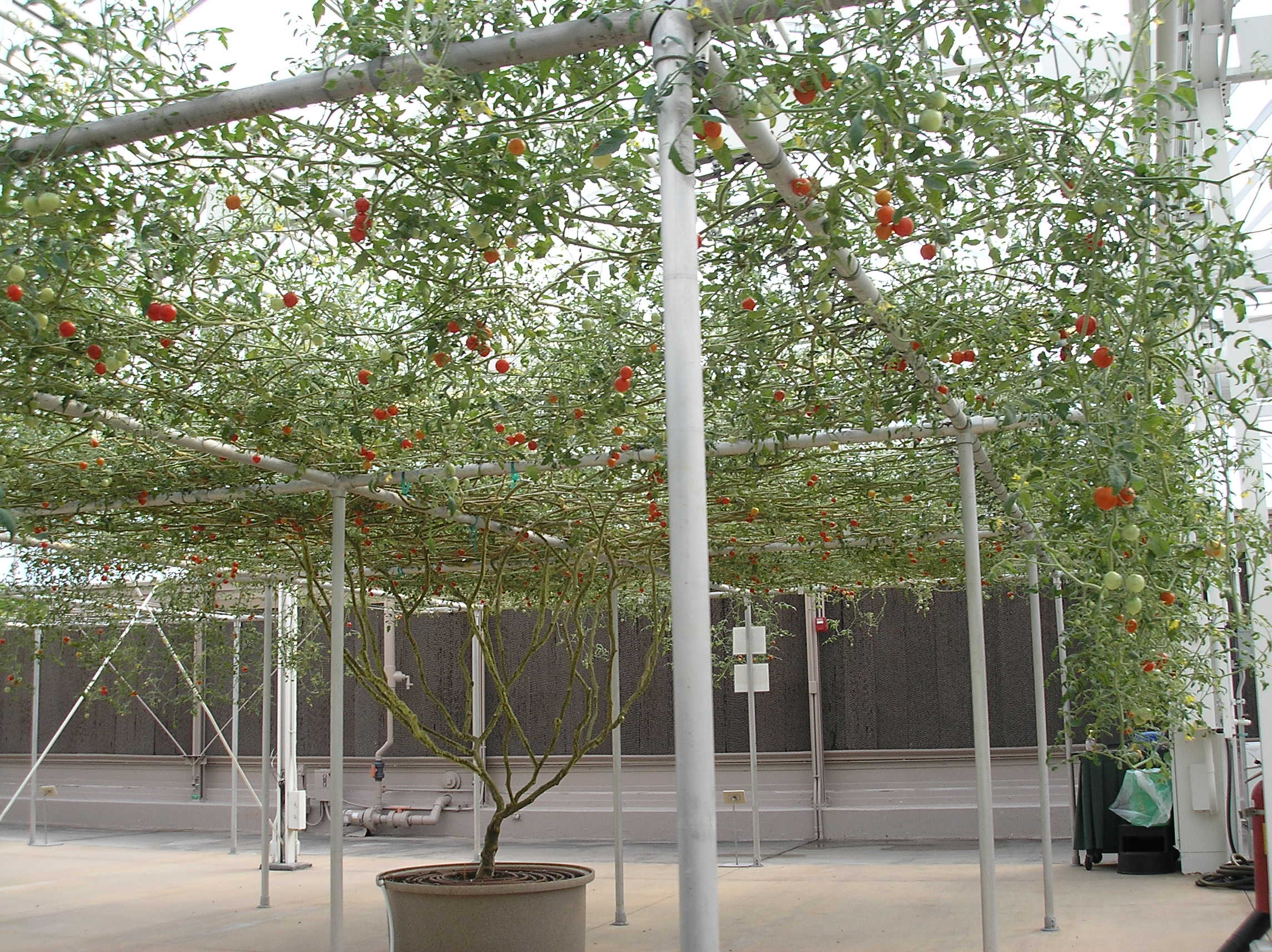
„Arborele de tomate” văzut de oaspeți în plimbare cu barca la Epcot, Lake Buena Vista, Florida, SUA

Un „arbore de roșii” masiv care creștea în serele experimentale ale stațiunii Walt Disney World Resort din Lake Buena Vista, Florida, SUA, este posibil să fi fost cea mai mare plantă de roșii din lume. Planta a fost recunoscută ca deținătoare a recordului mondial Guinness, cu o recoltă de peste 32.000 de roșii și o greutate totală de 522 kg. A dat mii de roșii la un moment dat dintr-o singură ramură. Yong Huang, managerul Epcot pentru științe agricole, a descoperit planta unică în Beijing, China. Huang a adus semințele ei unice la Epcot și a creat sera specializată pentru ca fructele să crească. Planta a crescut roșii de mărimea unei mingi de golf, care erau servite la restaurantele Walt Disney World. Arborele a dezvoltat o boală și a fost îndepărtat în aprilie 2010 după aproximativ 13 luni de viață.

### Pronunție
Cuvântul pentru roșie în limba engleză este tomato, dar pronunția diferă:/təˈmeɪtoʊ/ tə-MAY-toh în engleza nord-americană și /təˈmɑːtoʊ/ tə-MAH-toh în engleza britanică. Pronunția duală a cuvântului a fost imortalizată în cântecul scris în 1937 de Ira și George Gershwin „Let’s Call the Whole Thing Off” pentru filmul Shall We Dance cu Fred Astaire și Ginger Rogers. Versurile „Îți place /pəˈteɪtoʊ/ (cartoful) și îmi place /pəˈtɑːtoʊ/ (cartoful) / Îți place /təˈmeɪtoʊ/ (roșia) și îmi place /təˈmɑːtoʊ/  (roșia)” au devenit un simbol pentru disputele de pronunție. În această calitate, sintagma „/təˈmeɪtoʊ təˈmɑːtoʊ/” a devenit chiar un termen de argou american și britanic fiind folosită atunci când vorbitorul este prezentat cu două opțiuni cu valență similară.

## Galerie

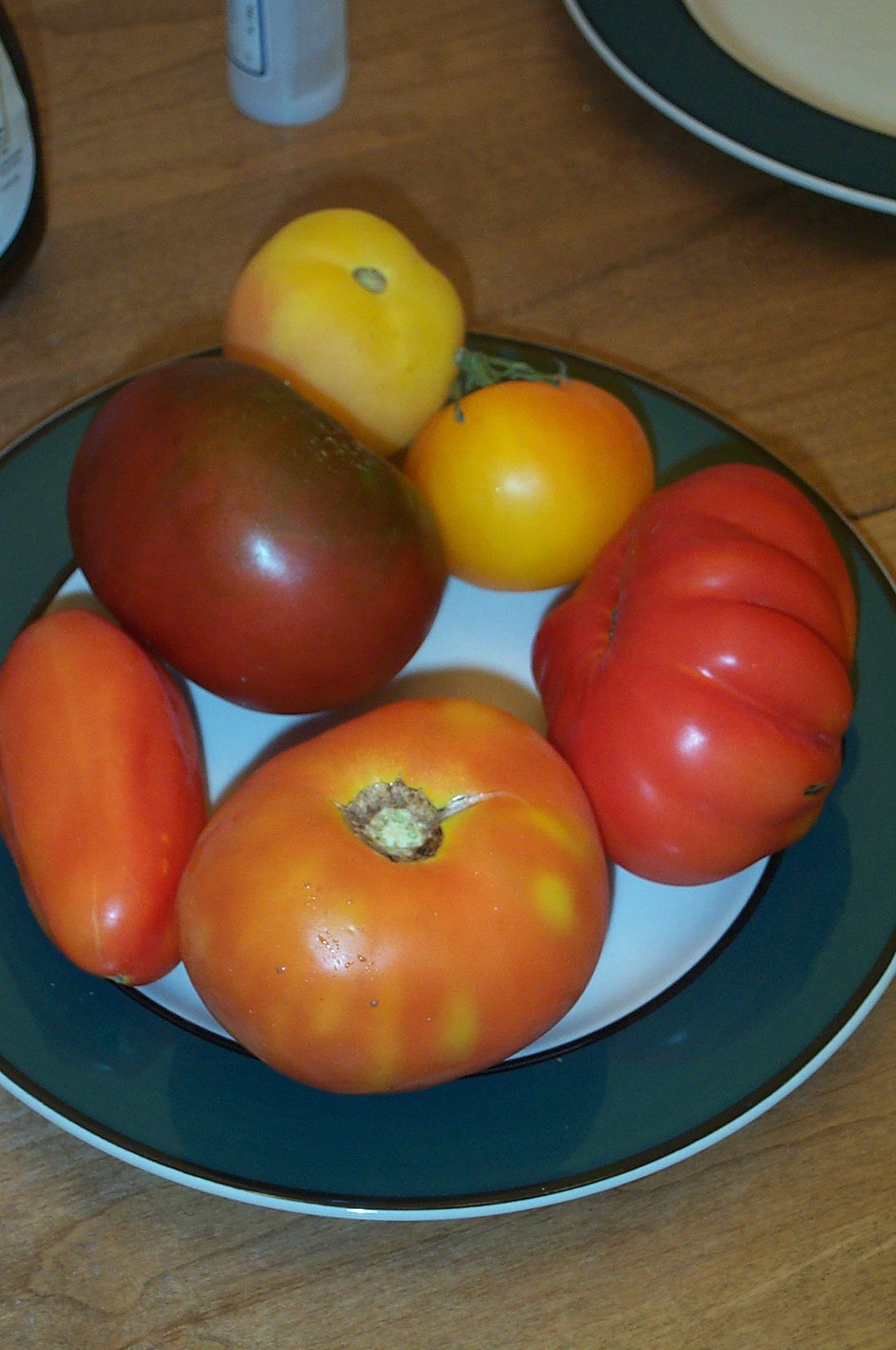
Diverse soiuri de roșii vechi, 'strămoșești'.
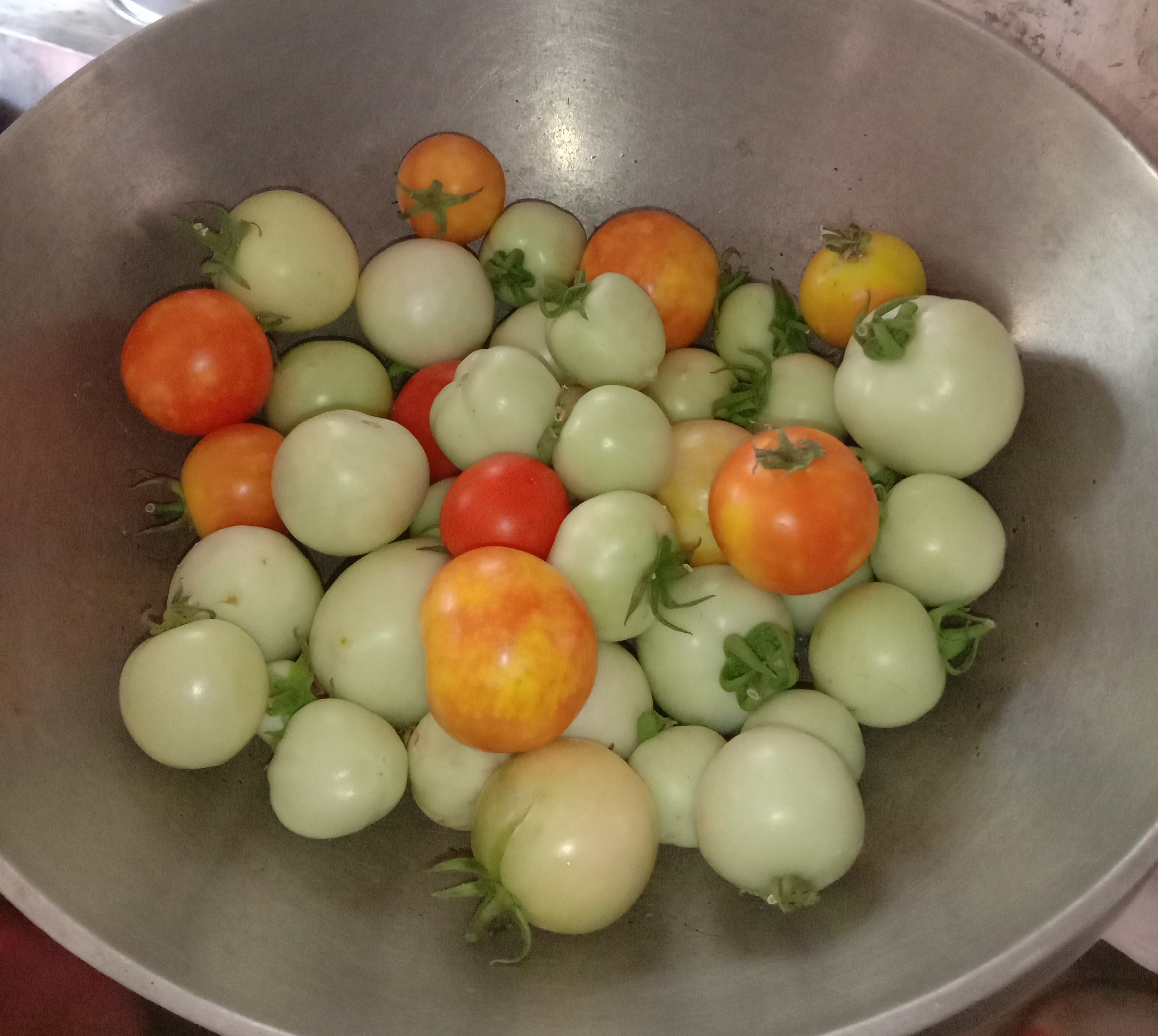
Roșii multicolore de casă
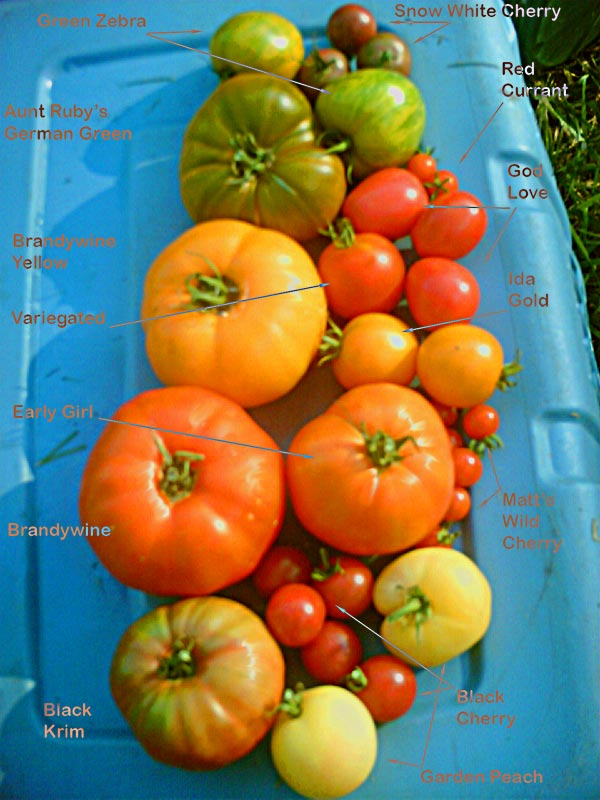
O varietate de soiuri, inclusiv Brandywine (cea mai mare roșie), Black Krim (stânga jos) și Zebra verde (stânga sus)
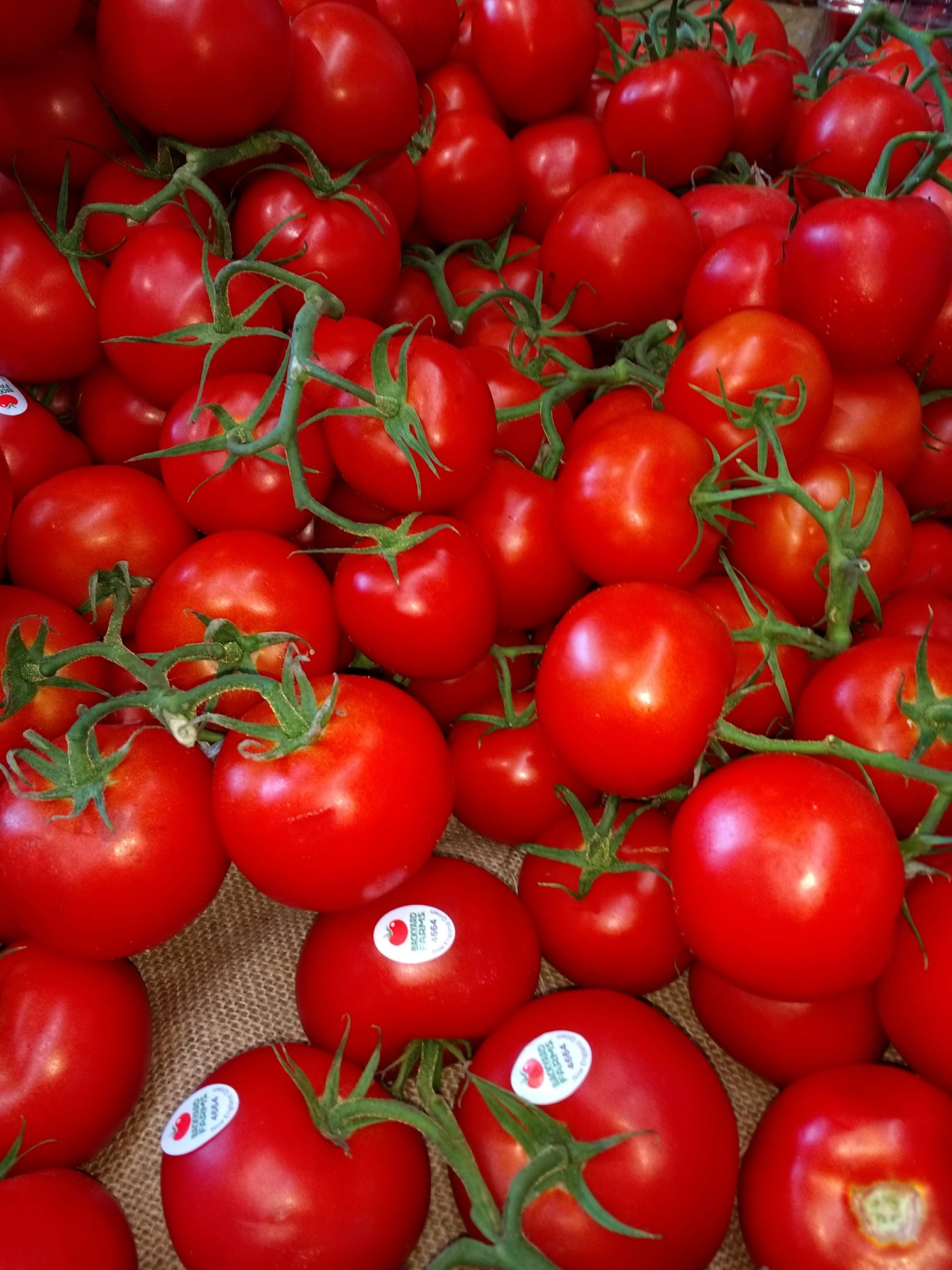
Roșii cu cod PLU într-un supermarket
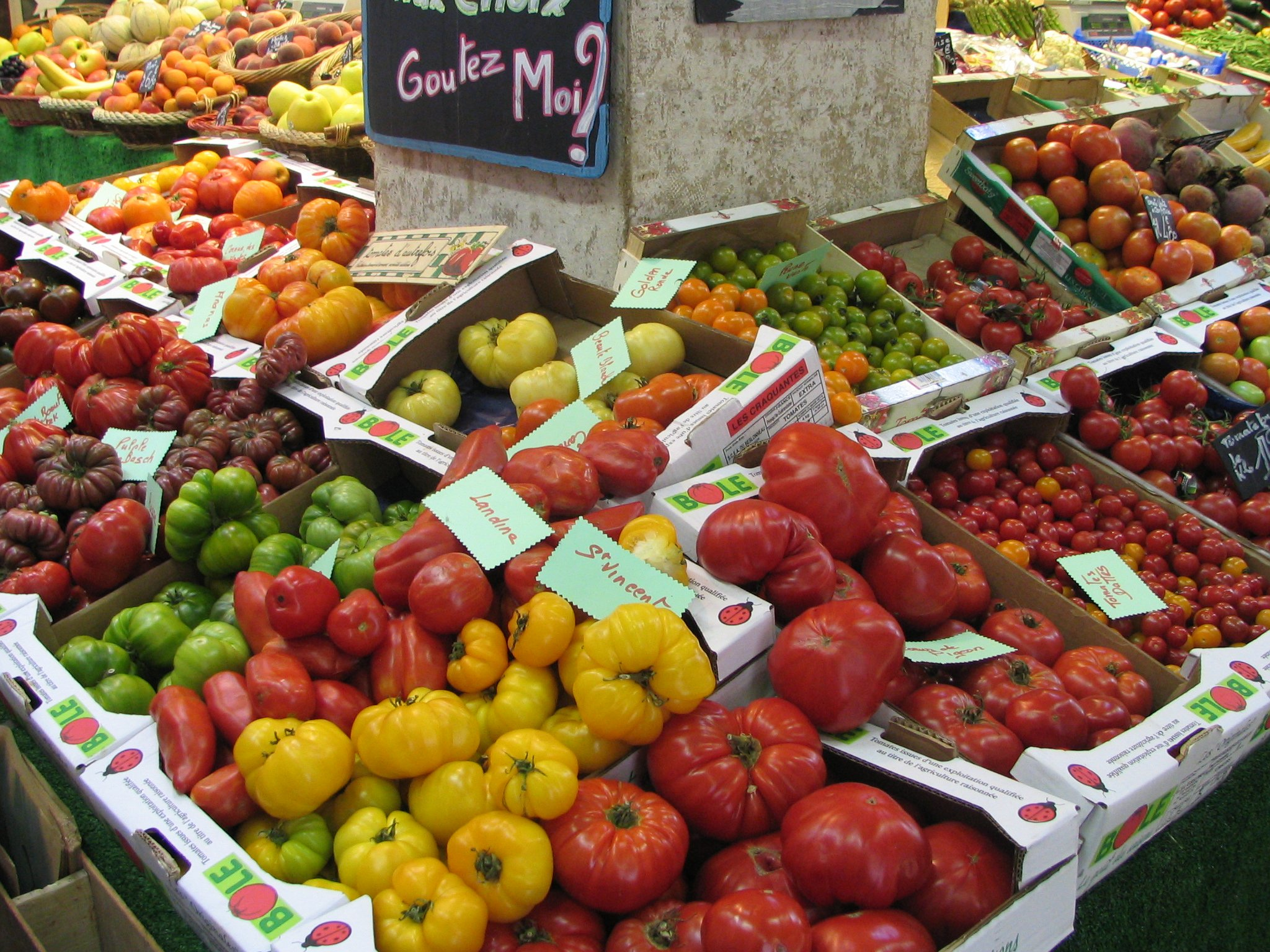
Soiuri vechi, numite și 'strămoșești' de roșii în Marché Beauveau, Place d'Aligre, Paris, Franța
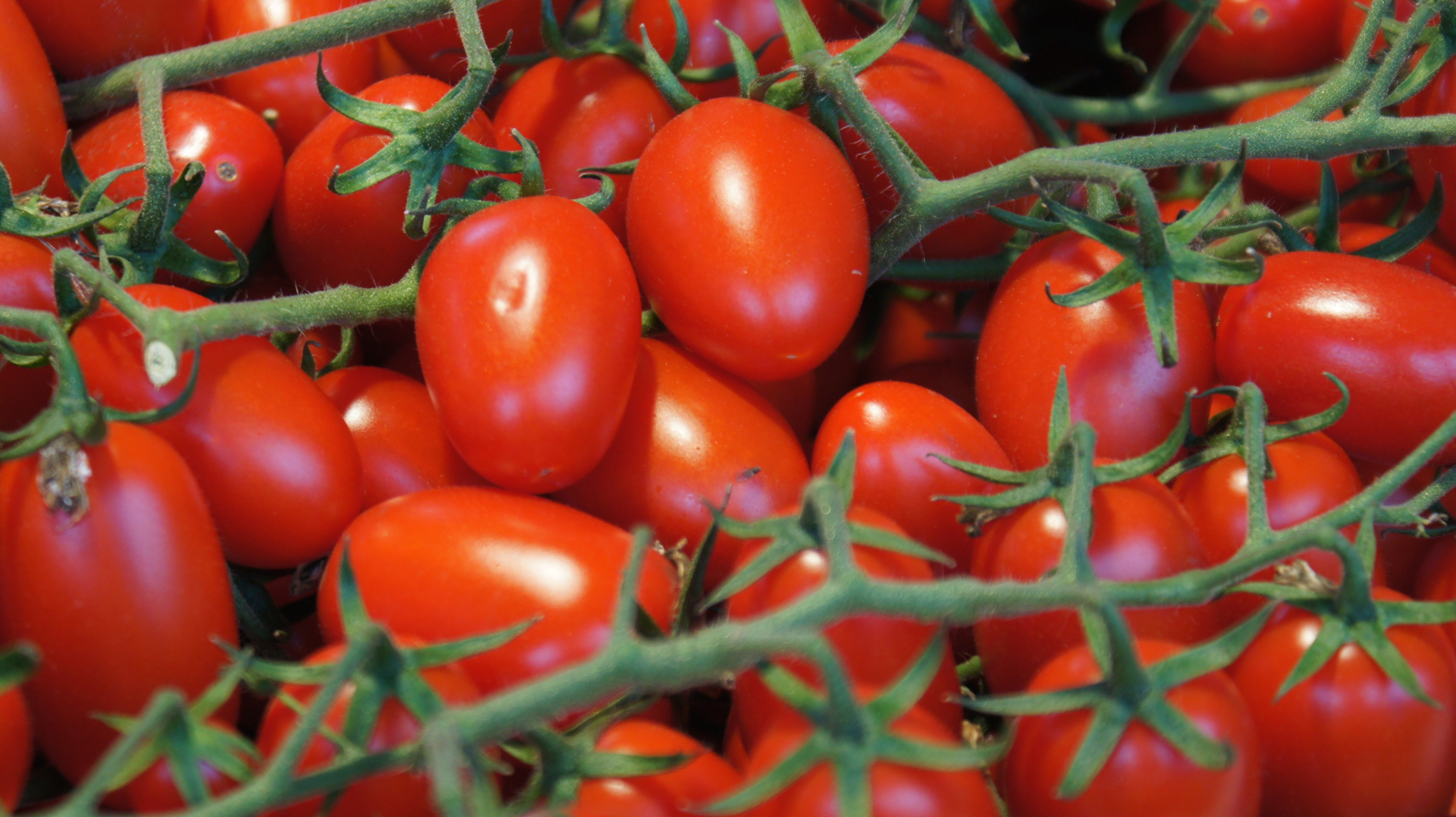
Roșii tip 'strugure' de vânzare la o piață din Ljubljana
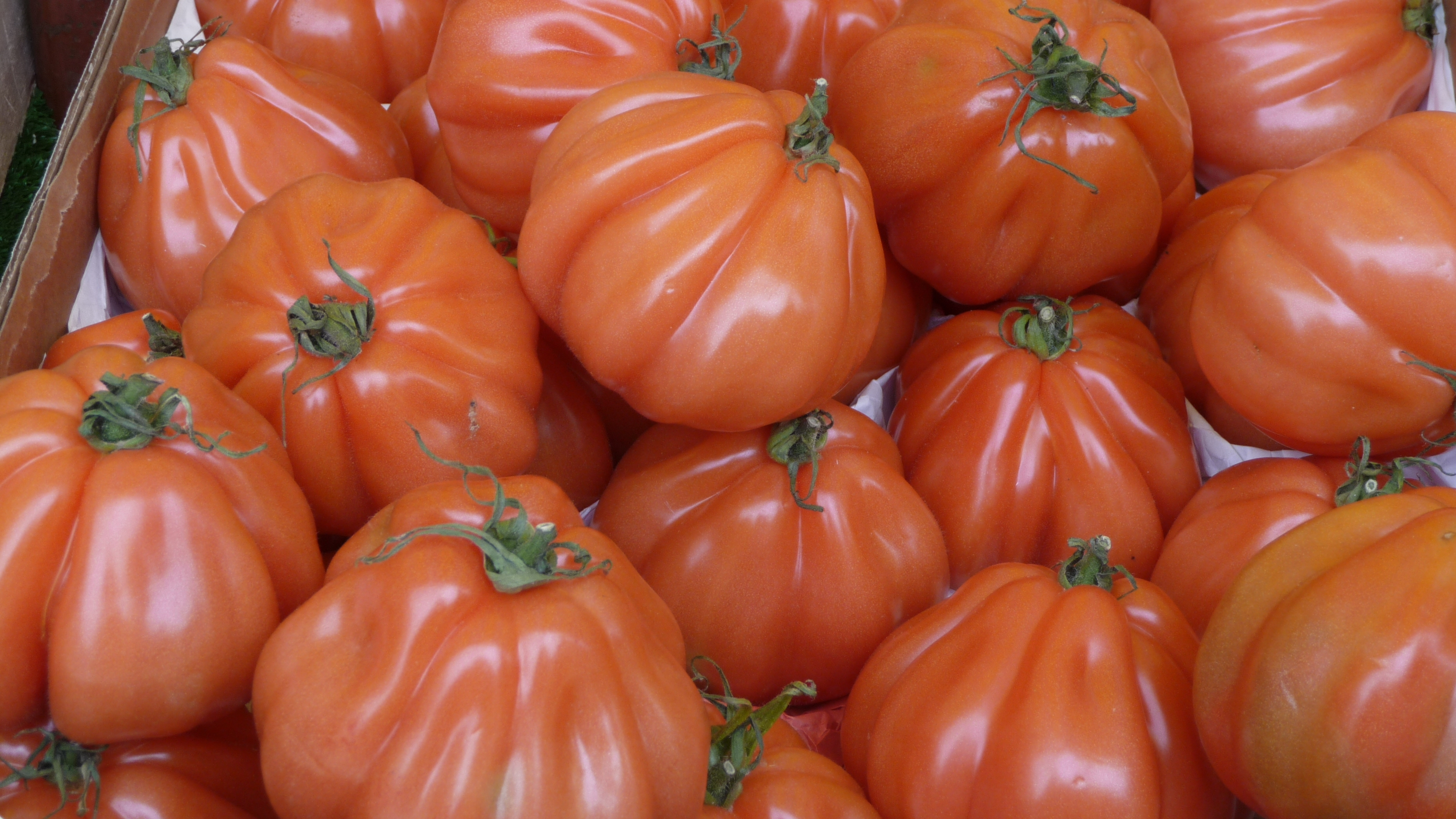
Roșii din soiul 'D'Albenga' în Franța